# Histoire du Paraguay

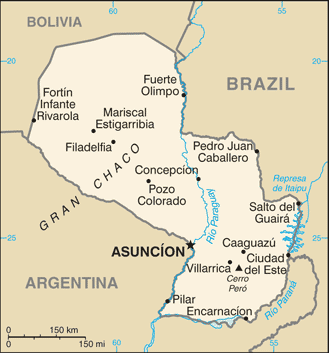
Paraguay au présent

Le Paraguay est un État d'Amérique du Sud, enclavé, indépendant depuis le 14 mai 1811.
Après une très longue période de peuplements autochtones (amérindiens), le pays est découvert par Espagnols et Portugais vers 1516, et partiellement colonisé.
Cette colonie espagnole (1524-1811) devient indépendante en 1811.
Donc, au moins jusqu'en 1811, son histoire est en partie prise dans les conflits entre ses deux grands voisins (Argentine, Brésil), leurs métropoles (empire espagnol, empire portugais).
De 1800 à 1900, l'histoire régionale est particulièrement tourmentée.
La population du pays est estimée en 2022-2024 entre 6 ou 7 millions d'habitants, compte tenu ou non des diasporas et des migrations.
Le pays en compte 3 en 1982, 1,5 en 1950.
Vers 1500, la population indigène est généralement estimée entre 300 000 et 1 million de personnes, mais ce ne sont pas encore des Paraguayens (en).

## Avant 1530c: peuples indigènes
Avant la colonisation espagnole, les territoires qui constituent actuellement le Paraguay étaient peuplés d'Amérindiens nomades et semi-nomades dont la majeure partie appartenait à l'ensemble guarani, langue dont ils parlaient des variantes. Elle est aujourd'hui en usage en général dans des formes de mélanges avec l'espagnol, ce qui en fait un sujet de controverses entre linguistes.
L'agriculture est de subsistance.

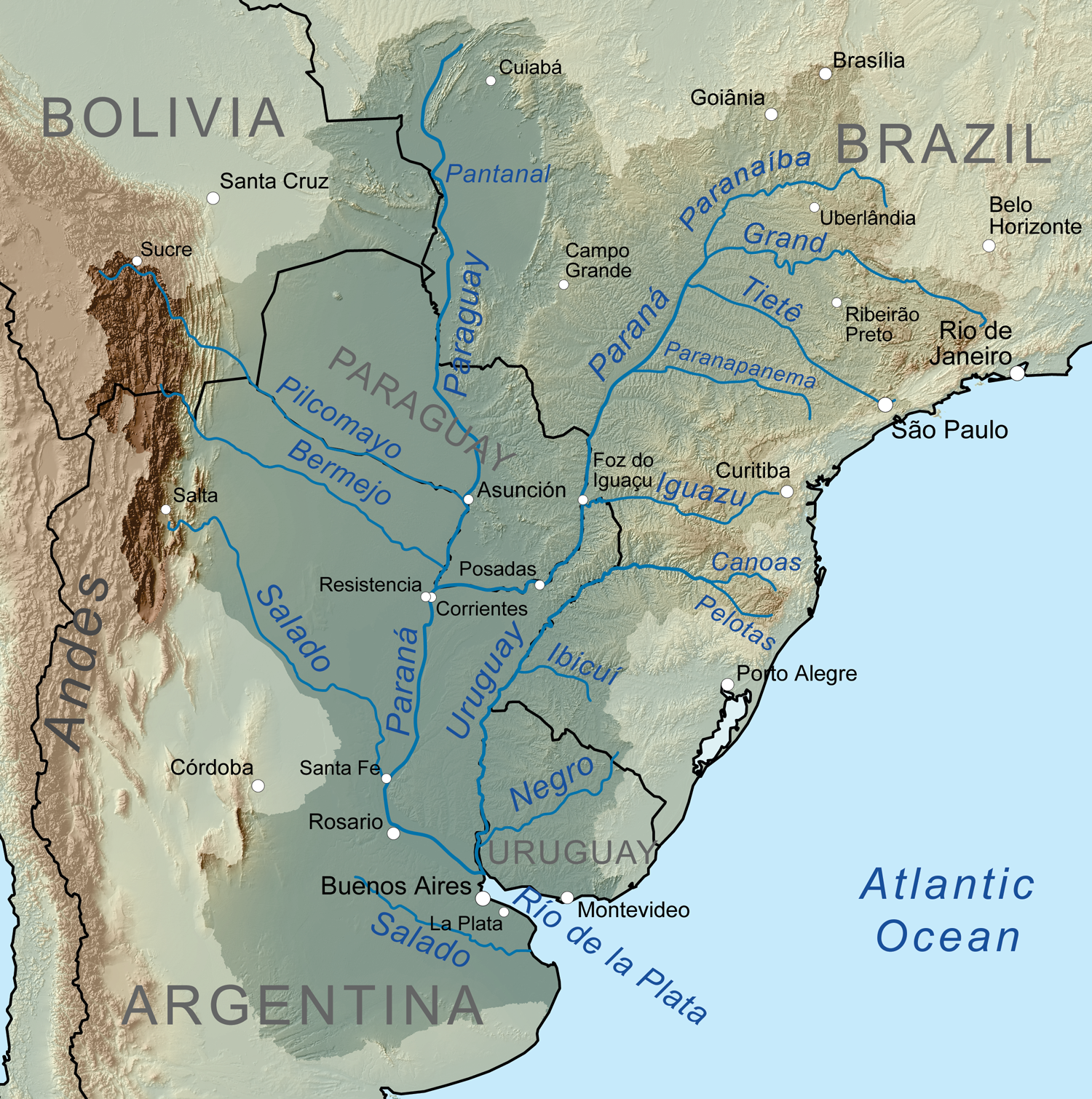
Bassin du rio de la Plata

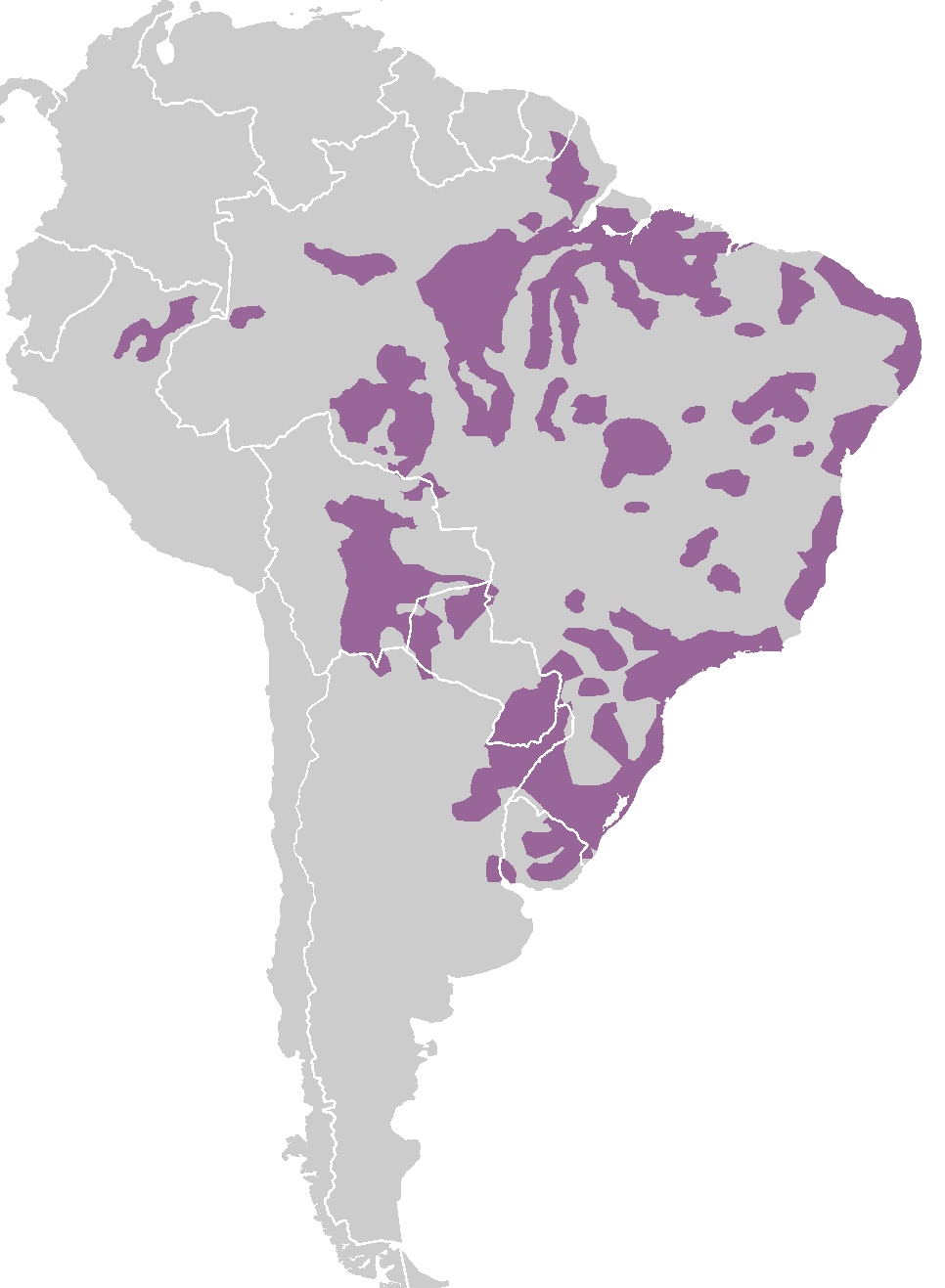
Langues tupi

Certaines ethnies n'ont pas été soumis par les Européens.
Enfin, même après plusieurs siècles, il existe probablement encore de très petits groupes rétifs à tout contact avec le monde extérieur. 
Une liste sans doute partielle relève les ethnies suivantes :
- Aché ou Guayaki, parlant guayaki
- Angaité, parlant angaité
- Ayoreo, parlant ayoreo, des langues zamucoanes
- Chamacoco (en), parlant chamacoco, des langues zamucoanes
- Chorote, Inkijwas, Maká, parlant chorote, des langues mataguayo : maká, des langues mataguayo
- Lenguas, ou Enxet, parlant enlhet ou enxet, des langues lengua-mascoy
- Guaranis, parlant le guarani, des langues tupi-guarani
- Guaycurú, parlant des langues waykuruanes
- Mbaya, parlant des langues waykuruanes
- Nivaklé (peuple) (en), parlant le nivaklé (ou nivaclé, chulupi, ajlujlay, ashlushlay), des langues mataguayo
- Pai Tavytera (en), parlant le pai tavytera (en), des langues tupi-guarani
- Payaguá, parlant le payagu, des langues mataco-guaicurú (es)
- Sanapaná (peuple) (en) parlant le sanapaná (langue) des langues lengua-mascoy
- Toba (peuple sud-américain), parlant le toba (langue), des langues waykuruanes

Les descendants de ces peuples, en 2024, représentent au mieux 2% de la population actuelle du pays, en tout cas 141 000 au recensement de 2022, mais la population paraguayenne est à 75 % métissée, et 90 % de la population totale parle guarani. 
Au seul Paraguay, se revendiquent guaranis environ 85 000 personnes (sur 281 000 dans toute l'Amérique du Sud).

## Période coloniale espagnole (1530-1811)
Le premier contact, d'un européen (portugais), avec le Cône Sud serait celui de Aleixo Garcia (es) (?-1525) avec les Guaranis, naufragé à l'île de Santa Catarina, membre de l'expédition de Solis au rio de la Plata (es) (1515-1516).
Les Espagnols ne sont pas bienvenus, du moins dans le Grand Chaco, en raison de l'hostilité des peuples Guaycurú et  Payaguá, mais aussi des Mbaya, Abipons, Mocoví et des Guaranis de Bolivie. 
Les Guaranis, Carios, Tapé, Itatine, Guarajo, Tupí, et apparentés, sont tout autant belliqueux si nécessaire, mais plus accueillants, plutôt polygames, accessoirement cannibales (de leurs plus redoutables ennemis intertribaux). 

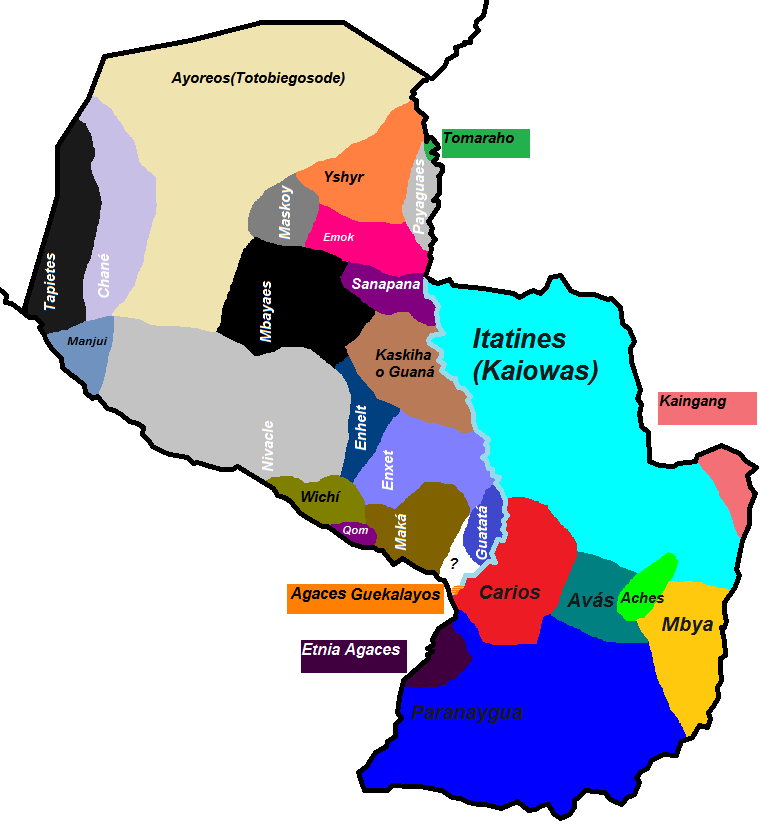
Carte des implantations indigènes
Buena esperanza
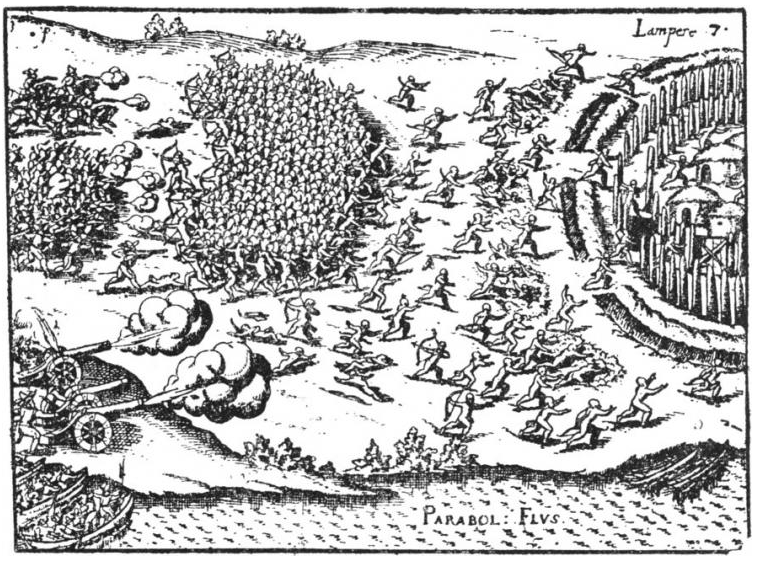
Ulrich Schmidl, bataille de Lambaré (Paraguay), 1537
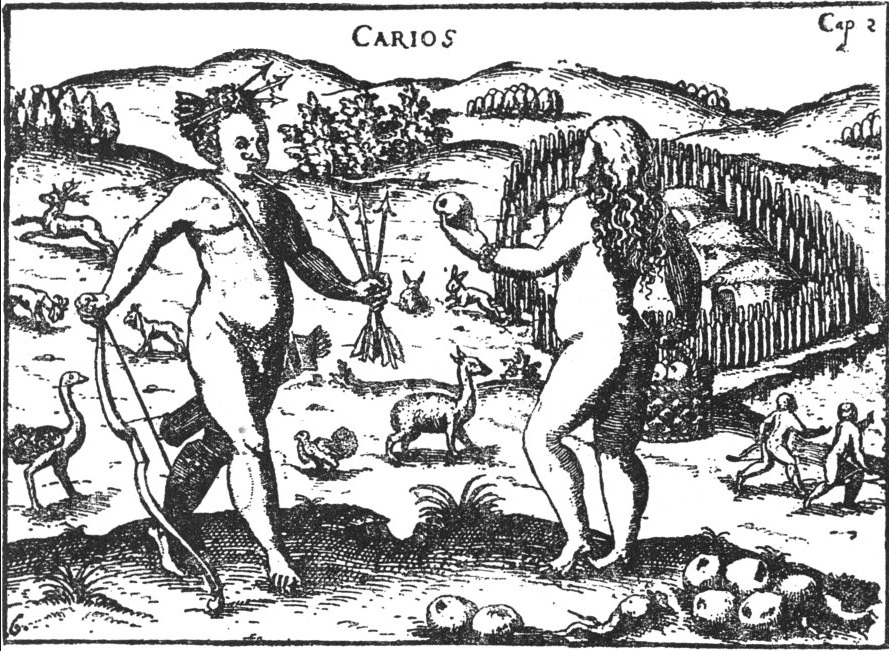
Ulrich Schmidl, Guaranis Carios, 1545
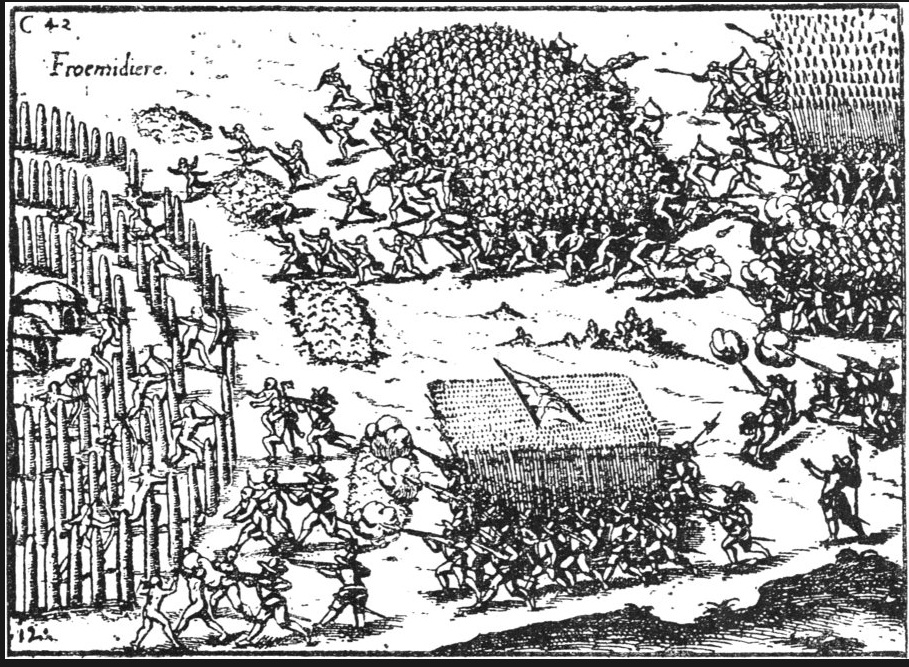
Lutte contre les Carios, 1545

La conquête de la Bolivie (es) s'effectue en partie à partir du territoire paraguayen : expédition d'Almagro en Bolivie (es) (1535).
Le conquistador espagnol Juan de Salazar (es) (1508-1560) fonde la ville d'Asuncion le jour de l'Assomption (15 août) 1537. 
Le diocèse d'Asuncion est créé en 1547. L'évêque du Paraguay, le franciscain Pedro de la Torre (es) (?-1573) de 1554 à sa mort, organise l'église catholique au Paraguay (en).
Les Espagnols obtiennent, dans ces régions extrêmes (du Cône Sud), sous certaines conditions, le droit d'élire (et donc de révoquer) leurs gouverneurs.
Domingo Martínez de Irala (1509-1556), conquistador, élu en 1538 capitaine général du Rio de la Plata. En 1539, il fait déplacer la population de Buenos Aires (abandonnée en 1541) (forte de 800 Européens) à Asuncion, qui devient la capitale de la nouvelle colonie espagnole le gouvernement du Rio de la Plata (devenu par la suite une vice-royauté, puis de l'État indépendant du Paraguay (1811)). 
Il dirige de 1540 à 1556 de manière autoritaire, dans l'intérêt des colons, et fait expulser Álvar Núñez Cabeza de Vaca (1488-1559), accusé de favoritisme anti-indien. Les colons, ce sont d'abord 350 hommes, Espagnols et Européens (français, italiens, allemands, anglais, portugais), qui ont des compagnes (épouses ou concubines) guaranis. Apparaît ainsi une élite criollo.
La région ne possède pas de minerai précieux ni de côte maritime et semble donc utile uniquement dans les domaines de l'agriculture et de l'élevage, de manière intensive, ensuite dans le commerce de tels produits (vers les ports de Buenos Aires puis de Montevideo).
Le système espagnol de l'encomienda est une forme de servage, servant au départ à récompenser les conquistadors, en leur permettant de constituer des sortes de fiefs : 320 Européens asservissant 20 000 natifs. 
La pratique est assez vite détournée vers l'exploitation des populations indigènes. 
Un principe des missions religieuses (de toute affiliation) serait de contrer ce processus, quitte à motiver l'accusation de telles pratiques jugées déloyales (sous couvert de théocratie chrétienne catholique), ce qui entraîne des conflits et certaines révoltes communales, comme en 1537 et 1649.
Parmi les autres agglomérations ou cités créées au gouvernorat de Paraguay-Guayrá (es), certaines dans l'actuel État brésilien du Paraná : Villa de Ontiveros (es) (1554), Ciudad Real del Guayrá (es) (1557), Villa Rica del Espíritu Santo (es) (1570, Villarrica (Paraguay)).

### Réductions jésuites guaranis (1604-1767)
Diego de Torres Bello (1551-1638), prêtre jésuite espagnol, missionnaire au Pérou, est chargé par le pape Clément VIII (avec bulle pontificale en quechua) et Claudio Acquaviva (1543-1615), Supérieur général de la Compagnie de Jésus, de réaliser les décisions du synode d'Asuncion de 1603, avec ordonnance royale (real cédula) de 1606, le projet de créations de réductions d'Indiens au Paraguay. Il s'agit de fonder un État autonome dans la région du cours moyen et supérieur des fleuves Paraná et Paraguay, sur un vaste secteur à cheval sur l’Argentine, le Paraguay, le Brésil méridional et l’Uruguay. Elles sont souvent établies le long des fleuves, dans les territoires de Chaco, de Guairá et de Paraná. Pendant cent cinquante ans, hormis les agressions des aventuriers (Mameluks ou Bandeirantes portugais et Indiens Tupis) à la solde des colons), les réductions vivent pratiquement isolées du monde extérieur avec un mode d'organisation unique dans l’histoire.
En 1609, les Jésuites fondent leur première « réduction », Loreto. Le mot « réduction » évoque à la fois la sédentarisation dans une concentration urbaine et la soumission à l’Église, d'après la phrase latine « ad vitam civilem et ad Ecclesiam reducti sunt » (ils ont été réduits à la vie civile et à l'Église).
Les années 1610-1767 sont celles de la protection ou domination jésuite sur les Indiens Guaranis de la province jésuite au Paraguay, qui comprend une partie du Paraguay actuel, mais aussi une partie du Brésil et de l'Argentine (actuel État argentin des Misiones).
La présence jésuite se manifeste notamment par la création, à partir de 1609, de réductions, villages composés de plusieurs centaines ou milliers d'Indiens sédentarisés et encadrés seulement par deux jésuites.
On a pu à cet égard parler de communisme chrétien (Clovis Hugon), dans la mesure où la vie des Guaranis était communautaire (jusqu'à la distribution chaque matin des outils pour aller travailler aux champs) et fortement encadrée par la religion (messe obligatoire à 5 h 30, le matin, et journée rythmée par les célébrations religieuses).
En 1611, par les ordonnances d'Alfaro, la monarchie espagnole fournit à cette institution une base législative claire. Les réductions sont strictement interdites aux Blancs, Noirs et Métis. Les Indiens sont exemptés du système de l'encomienda, selon lequel des Indiens, confiés à un colon, devaient recevoir de lui protection et instruction chrétienne en échange de travail sur son exploitation. La province du Paraguay appartenait à la Vice-royauté du Haut-Pérou et se situait dans une région stratégique, lieu de passage entre les mines péruviennes (notamment les mines d'argent du Potosi) et le port de Buenos Aires, par lequel les métaux gagnaient l'Espagne. Par conséquent, l'économie des réductions était liée à l'activité minière : les Guaranis élevaient du bétail pour la viande et le cuir (qui servait notamment à fabriquer des sacs pour les mineurs) et des mules destinées à transporter le matériel dans les régions minières escarpées.
Cependant, le système des réductions jésuites déplait aux colons espagnols et portugais, dans la mesure où les ordonnances d'Alfaro soustraient les Guaranis à l'encomienda.
Des raids de colons désireux de rafler des esclaves sont organisés, et ce d'autant plus facilement que les réductions réunissent une quantité importante d'Indiens en un même lieu.
Ce fut notamment le cas dans les années 1630, avec les rafles des bandeirantes, colons portugais de la ville de São Paulo toute proche.
En conséquence, le roi d'Espagne autorise les Guaranis à s'armer et à constituer des milices.
En 1641 se tient la bataille du rio Mbororé, se terminant par la victoire des Guaranis et de leurs Jésuites contre les Paulistes.
Ces affrontements sont bien sûr liés également à la rivalité des deux grands empires espagnol et portugais.
En 1732, les 30 ou 32 missions jésuites en pays guarani réunissent 141 000 fidèles indiens.
Elles reçoivent l'approbation des philosophes de Lumières, comme Voltaire ou Diderot, malgré leur féroce anti-jésuitisme., mais aussi de Chateaubriand et de Michel Foucault.
En 1750 est signé le traité de Madrid ou traité des limites entre les monarchies espagnole et portugaise : en échange de l'évacuation par les Portugais de la place de Colônia (espace de contrebande et de menace portugaise sur Buenos Aires, située de l'autre côté du río de la Plata), le roi d'Espagne, bien qu'ayant accordé aux Jésuites l'administration de la zone, doit faire évacuer sept réductions situées à l'est du río Uruguay et céder ce territoire aux Portugais.
Le refus des Guaranes se manifesta par la Guerre des 7 réductions (1754-1756), sous l'égide du cacique (chef coutumier) et corregidor (président du conseil municipal d'une réduction) Nicolás Ñanguirú.

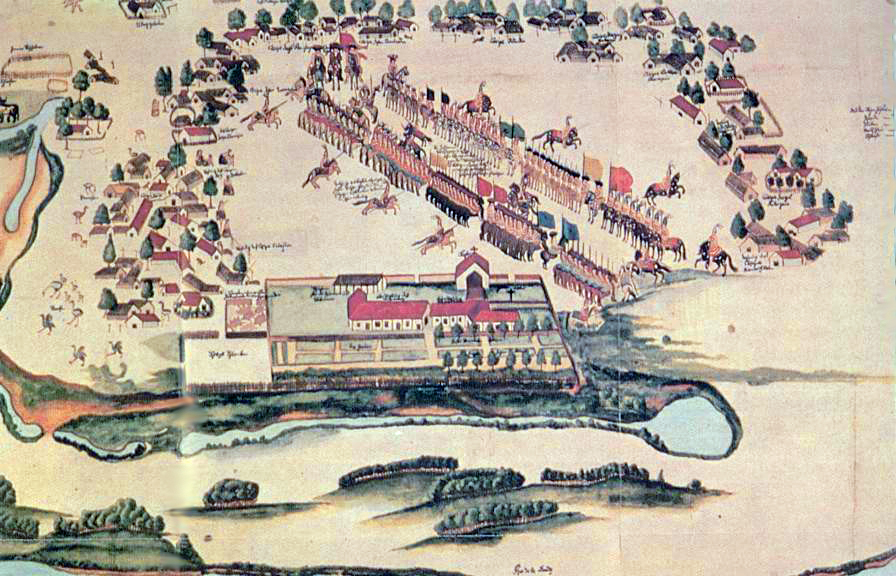
Cavalerie guarani (en réduction jésuite)

Cet épisode conforte les rumeurs qui circulent alors en Europe, faisant de ces réductions un véritable État dans l'État aux mains des Jésuites, exploitant les Guaranis pour parvenir à ultimement combattre à la fois les Espagnols et les Portugais.
La rumeur veut même que cet État soit gouverné par un empereur (répondant précisément, comme Neengiru, au prénom de Nicolas) et qu'il frappe sa propre monnaie (certains affirment en avoir vu des exemplaires).
Tout cela influe dans la décision prise par la monarchie portugaise en 1759, puis par la monarchie espagnole en 1767, d'expulser les Jésuites des empires américains.
Il convient de souligner l'originalité de cette forme de colonisation, notamment dans le contexte de la colonisation souvent brutale des conquistadors.
La province du Paraguay est la région où la chute démographique des Indiens a été la moins sensible à l'époque.

### Galerie réductions jésuites guaranis

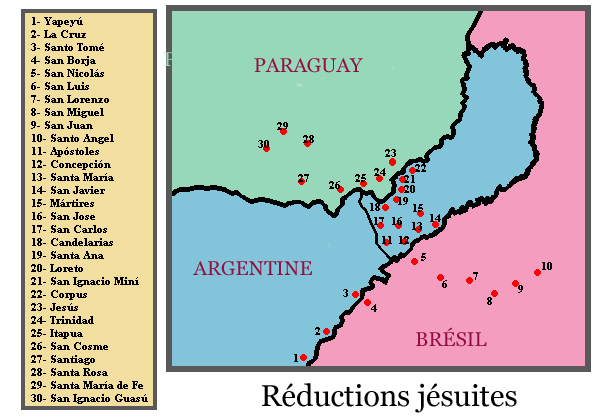
Réductions jésuites
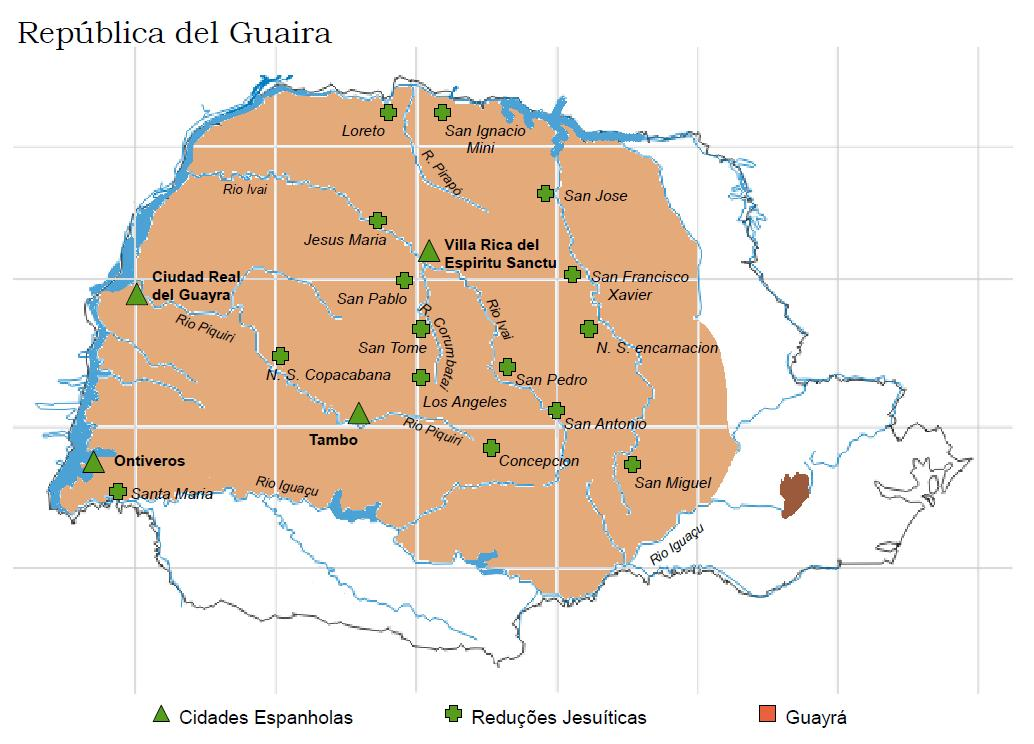
République de Guairá
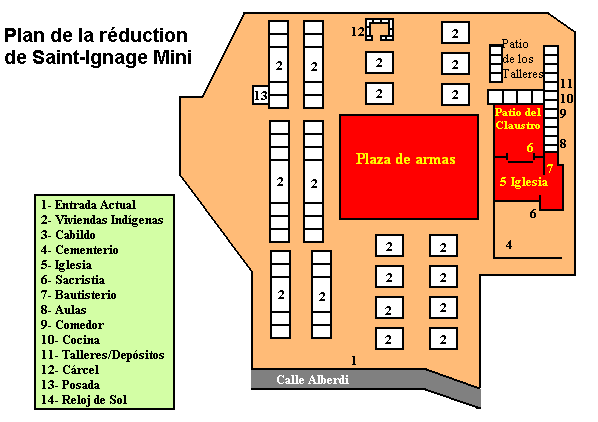
Réduction Saint-Ignace
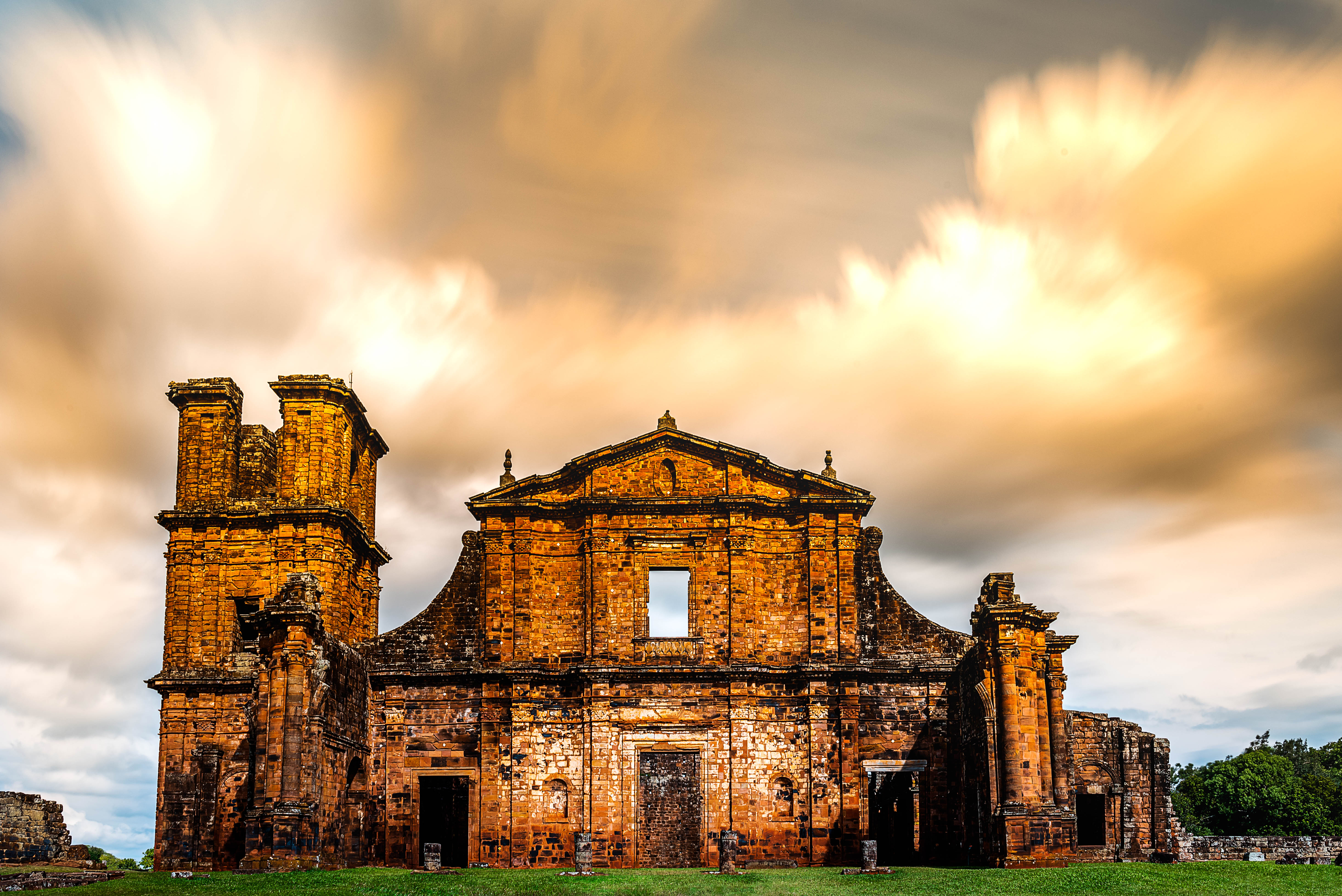
Saint-Ignace
1800

### Révolte des Comuneros (1721-1735)
Les Jésuites s'opposent aux demandes de travail forcé sur les populations indiennes, particulièrement les Guaranis.
Le gouverneur du Paraguay de 1717 à 1721, Diego de los Reyes Balmaseda (es) (1690c-1733), respectueux des textes, favorable aux actions jésuites, est accusé de favoriser une concurrence déloyale.
La défense des intérêts économiques des propriétaires de terres et d'encomiendas, des conseillers municipaux, des commerçants et des créoles éclairés de la province, est revendiquée par les "comuneros" pour contrer la concurrence écrasante dans l'exploitation des peuples indigènes et des ressources, exercée selon eux par la province jésuite de Paraguay.
José de Antequera y Castro (es) (1689-1731), avocat, de la vice-royauté du Pérou, juge à l'Audience de Charcas (Sucre (Bolivie)), envoyé à Asuncion  pour enquêter sur les dénonciations contre Balmaseda, le condamne, s'attribue sa charge pour 1721, refuse de l'abandonner, soutenu par les colons, finit par être arrêté et exécuté, avec d'autres révoltés.
La rébellion communautaire reprend en 1731 jusqu'en 1735, avec assassinat du nouveau gouverneur.
Les sanctions après 1735, décidées par Bruno Mauricio de Zabala (1682-1736) (es), gouverneur du Paraguay en 1723 puis en 1735-1736, sont fortes contre les "comuneros". 
De retour vers Buenos Aires, Zabala meurt d'un AVC. 
La révolte des Comuneros correspond à une série de soulèvements de colons contre les autorités espagnoles, et en partie contre tout ce qui favorise les jésuites (et les Guaranis), principalement pour des raisons économiques.
C'est une étape vers l'expulsion des Jésuites des colonies portugaises et espagnoles, et de la suppression de la Compagnie de Jésus en 1773. Une des conséquences est également l'accroissement des contraintes et des impôts contre le commerce de la province du Paraguay.

### Système de l'intendance (1782-1811)
En 1782, le régime de l'intendance est instauré dans la vice-royauté.
Ddans la province ou municipalité du Paraguay, Asunción est la seule agglomération possédant la catégorie de ville.
La zone au sud de la rivière Tebicuary et à l'est de la cordillère de Caaguazú correspond au gouvernement des missions guarani (ou province subordonnée des Missions), constitué des restes des missions jésuites encore sous contrôle espagnol.

### Galerie de cartes

1534-1539
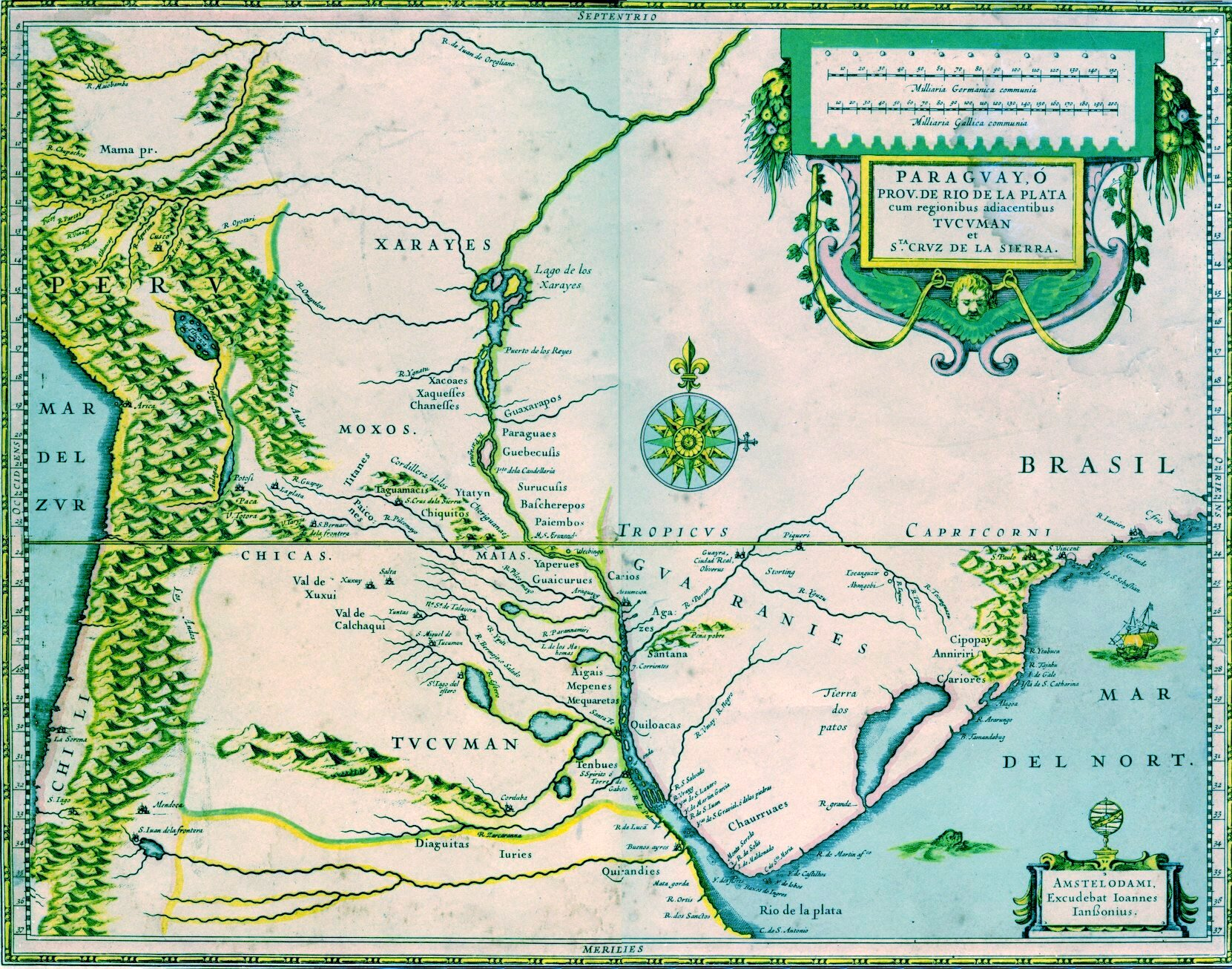
1600
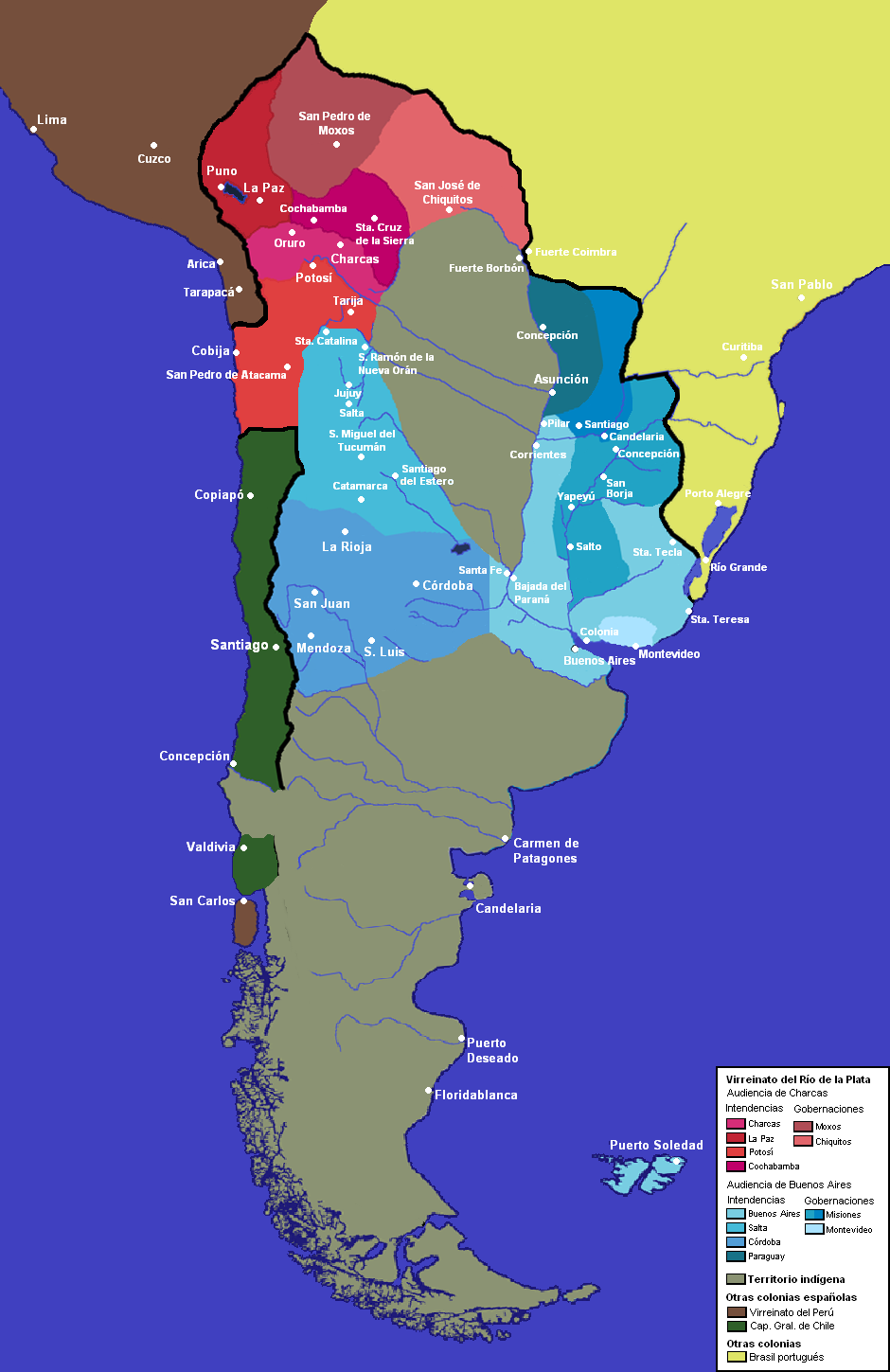
Subdivision territoriale de la vice-royauté du Río de la Plata
1783
1783 (2)

## De l'indépendance à la dictature Stroessner (1800-1954)

### Galerie de cartes 1800-1840

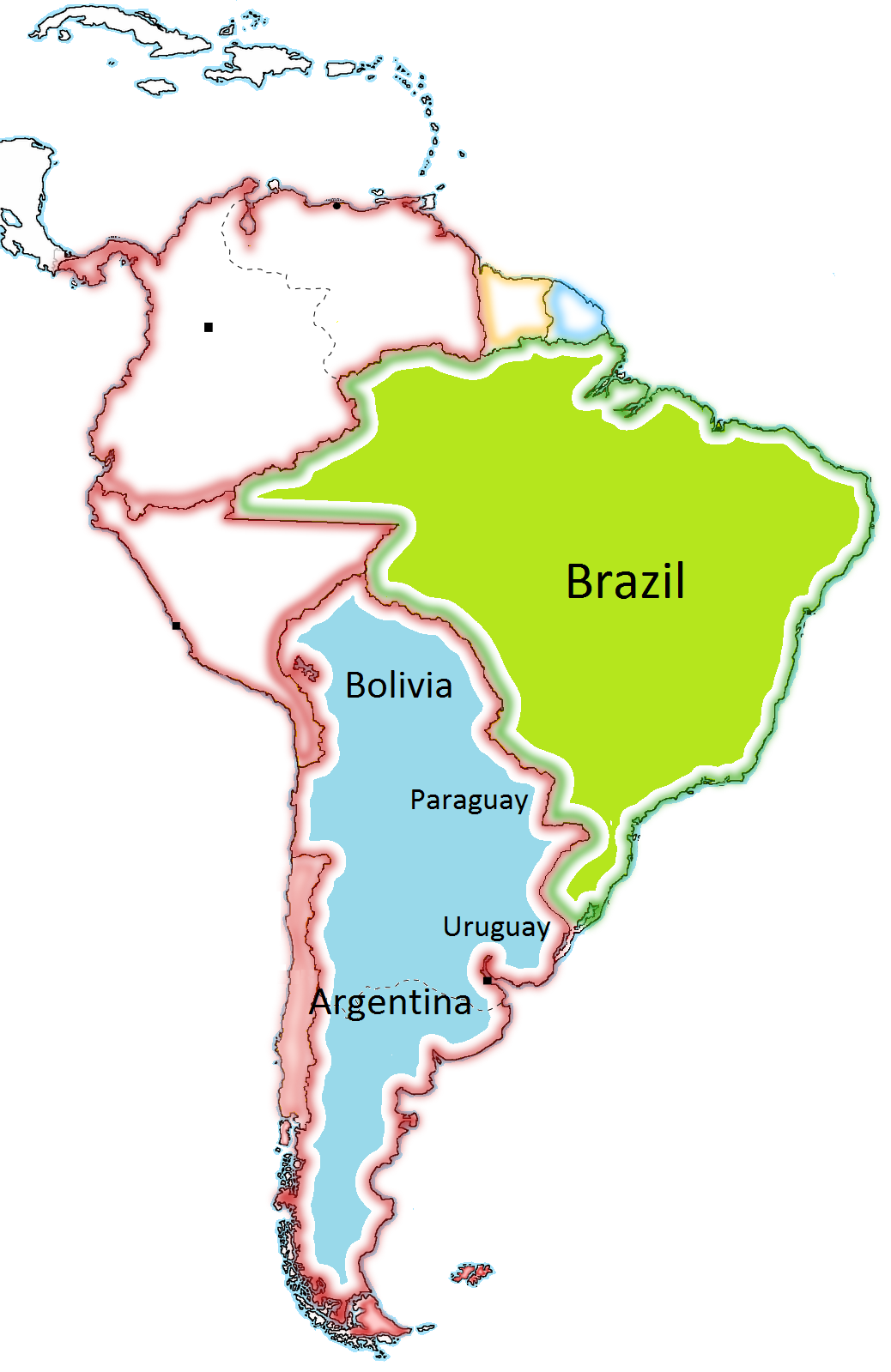
1783
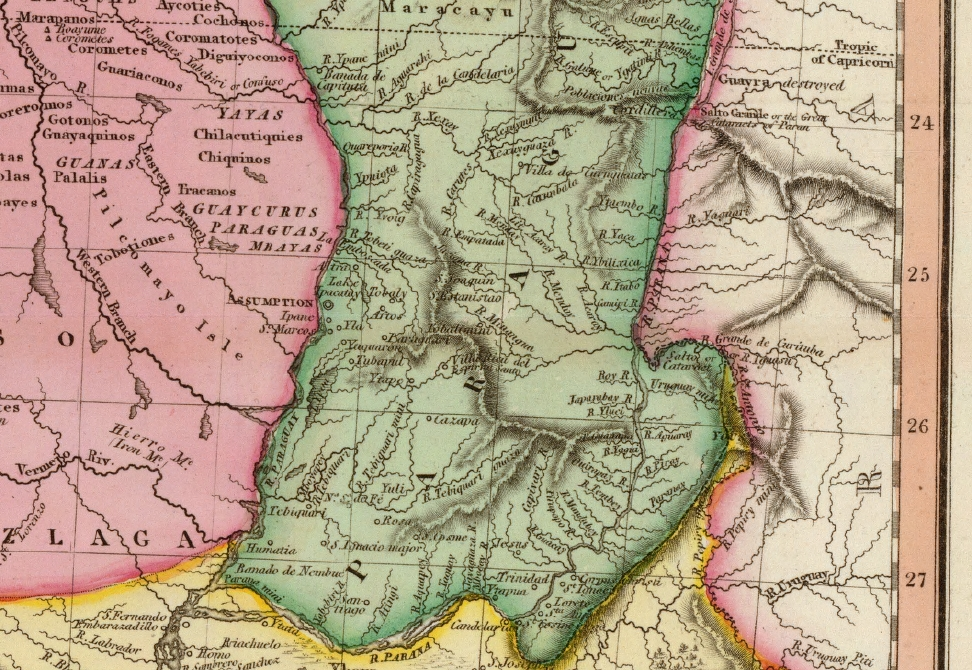
1812
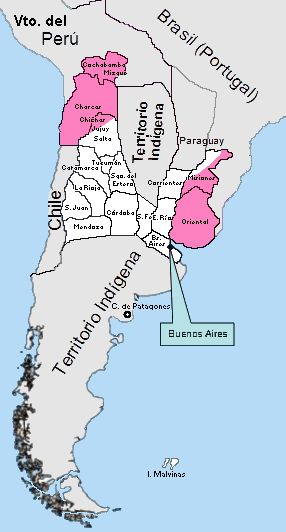
1816
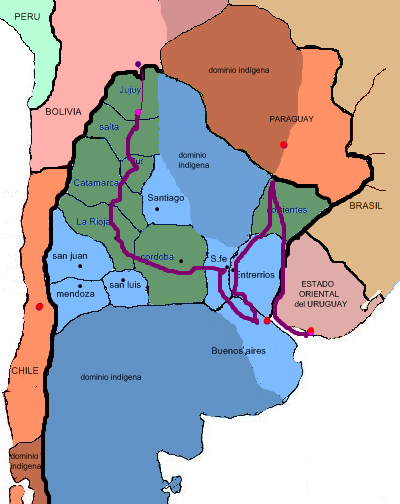
1840

### 1810-1870: première république du Paraguay

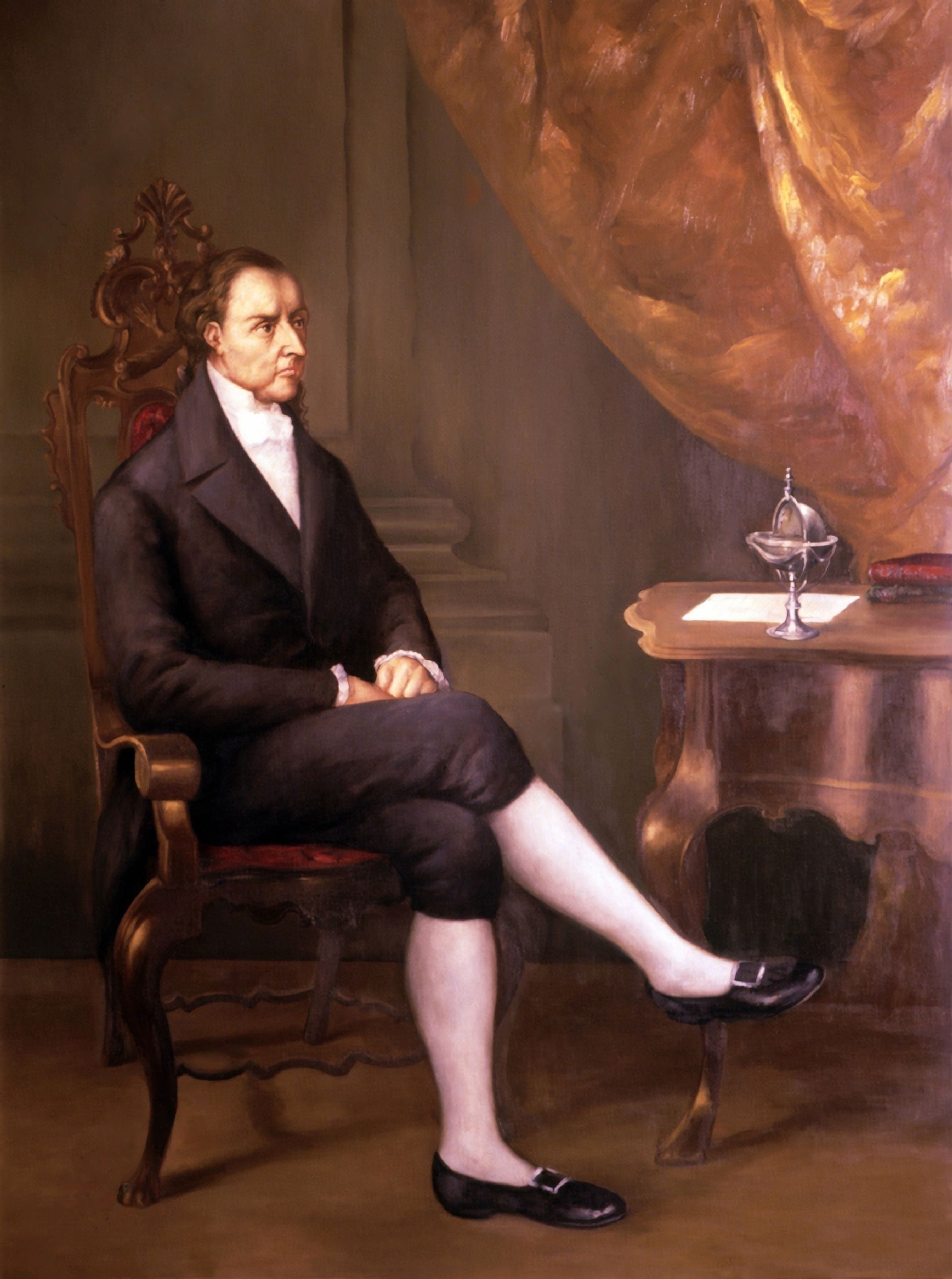
José Gaspar Rodríguez de Francia, dictateur à vie, 1814-1840

Les premières années d'indépendance du Paraguay sont marquées par la montée en puissance dès 1810, de José Gaspar Rodríguez de Francia (1766-1840), futur Dictateur (selon une référence romaine), élu pour cinq ans (1814), puis désigné comme Dictateur à vie (Perpetuo). Son obsession sera d'abord l'élimination de toute trace de la Couronne d'Espagne, puis des prétentions de Buenos Aires. Cette dernière enverra une petite armée commandée par le général Belgrano, qui sera vaincu aussi bien par les militaires dont l'allégeance était variable (Gamarra était loyaliste à l'Espagne, Yegros penchait pour Buenos Aires) que par la population qui rejeta l'invasion étrangère. Francia laissera planer l'équivoque sur ses positions de 1810 à 1811, éliminant ses opposants en s'appuyant sur le peuple d'abord de l'Intérieur (par opposition à la Capitale Asuncion), puis une grande partie des militaires de grades inférieurs et la population de la Capitale. Enfin, il lui restera à domestiquer l'Église catholique, ce qu'il réalisera progressivement jusqu'à la victoire complète en 1828. Il sera soucieux de l'indépendance du pays et le protégera des tentatives d'ingérence luso-brésiliennes, puis argentine, anglaises, brésiliennes et nord-américaines. Il louera des terres, pour une somme symbolique, aux paysans sans terre (Estancias de la Patria), permettant le développement de l'élevage et de la culture de la yerba maté, réduisant au strict minimum les importations. Il ferma le Collège et Séminaire de San Carlos, pour ne mettre en place que des écoles élémentaires qui, selon la plupart des observateurs étrangers pourtant hostiles, permirent à la grande majorité du peuple de savoir lire, écrire et compter. S'il est fait grand cas de sa tyrannie et de ses méthodes expéditives, elles concernaient essentiellement ceux qui représentaient un danger pour son pouvoir. Le peuple, lui, y trouvait son compte : il se nourrissait, bénéficiait de l'instruction qui lui était nécessaire, et, de plus, connaissait la paix qu'il savait être refusée aux voisins argentins, constamment affectés par les conflits entre caudillos.

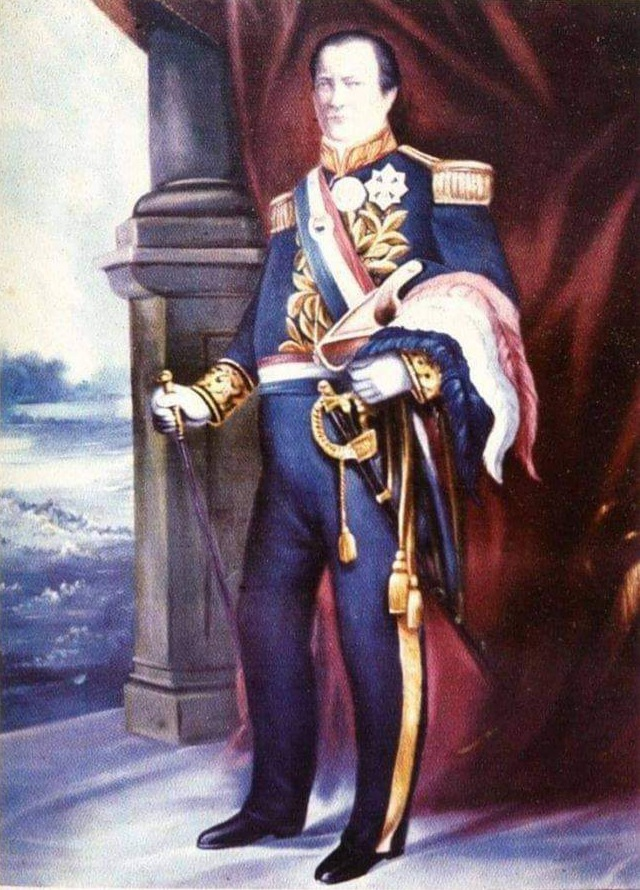
Carlos Antonio López, chef suprême à vie, 1844-1862

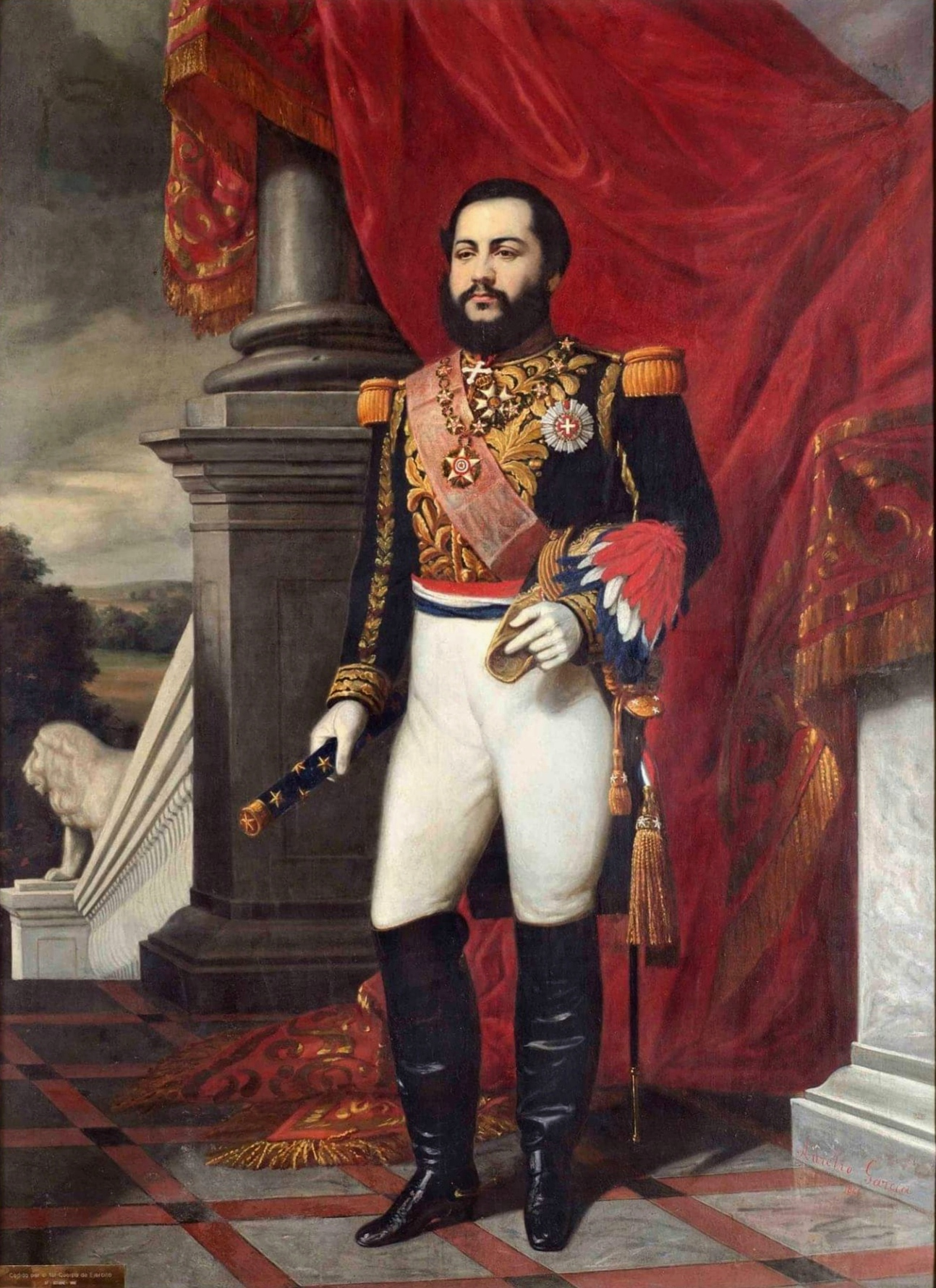
Francisco Solano López, chef suprême à vie, 1862-1870

Le régime autoritaire de Francia construit les bases d'un État fort et dirigiste afin d'entreprendre la modernisation économique du pays. Le Paraguay instaure ainsi un protectionnisme rigoureux à une époque où la plupart des autres pays adoptaient le système libre-échangiste promu par le Royaume-Uni tout en confiant à leur bourgeoise nationale le soin de piloter la création de richesses. Ce modèle, poursuivi après la mort de Francia par ses successeurs Carlos Antonio López puis Francisco Solano López, fit du Paraguay l'un des pays les plus modernes et les plus socialement avancés d’Amérique latine : la redistribution des richesses est si importante que de nombreux voyageurs étrangers rapportent que le pays ne connaît ni la mendicité, ni la faim, ni les conflits. La réforme agraire a permis de répartir assez équitablement la terre. Asunción figure parmi les premières capitales du continent à inaugurer un réseau de chemins de fer. Le pays possède une industrie en pleine expansion et une flotte marchande composée de navires construits dans des chantiers nationaux, présente une balance commerciale excédentaire et ne connait pas l’endettement.

### Guerre de la Triple-Alliance (1864-1870)
Après la mort de Francia après un an de flottement, sa politique est amendée par son successeur, Carlos Antonio López, autre civil qui parvient au pouvoir par une capacité de manœuvre discrète. 
Exerçant un pouvoir toujours absolu mais accepté par le peuple, il ouvre le pays aux techniques nouvelles (appel à des ingénieurs étrangers, envoi de boursiers en Europe, construction d'un chemin de fer, de chantiers navals, etc.), sans pour autant céder un pouce sur l'indépendance du pays, bien qu'ayant tenté d'établir des relations normales avec ses voisins et au-delà, en dépit de la pression de l'Argentine, du Brésil, de la Grande-Bretagne et des États-Unis, qui se fait plus forte. 
Il cède le pouvoir à son fils, Francisco Solano López, qu'il a préparé dans ce but (voyage en Europe, médiation diplomatique entre factions argentines, commandement militaire, etc.), mais qui, nommé aussi commandant en chef, reste fasciné par la chose militaire et ne cache pas son admiration pour Napoléon Ier.
Solano Lopez, réagissant à l'attaque du gouvernement conservateur ami de Montevideo par le parti des libéraux soutenus par le Brésil, après notification que le Paraguay ne peut accepter de modification de l'équilibre des forces dans le Rio de la Plata, ouvre les hostilités contre le Brésil dès 1864 d'abord, donne prétexte à l'Argentine pour rejoindre le Brésil en faisant passer une colonne armée sur le territoire de la province d'Entre Rios ensuite et, enfin, le Brésil ayant renversé le gouvernement uruguayen favorable au Paraguay et installant son allié Venancio Flores, par ailleurs proche du président argentin Mitre, se trouve avec un troisième ennemi. Compte tenu du passé et du contexte régional, il n'est pas illogique pour Francisco Solano Lopez d'engager le combat, le temps jouant à moyen terme contre le Paraguay.
Le Traité de la Triple Alliance de 1865, dans ses buts de guerre, est très clair : 
1. le Paraguay devra accepter les frontières qui lui seront imposées, les contestations depuis les indépendances portant, du côté du Brésil, sur une zone étendue au nord et nord-est de l'actuelle Région Orientale du Paraguay et, du côté argentin, sur l'actuelle province de Misiones et sur la région située entre les rivières Bermejo et Pilcomayo à l'ouest du fleuve Paraguay,
2. le Paraguay devra faire bénéficier de la clause de la nation la plus favorisée les trois Alliés s'il l'accorde à un seul, ce qu'il n'a guère le choix de faire en cas de défaite. Solano Lopez a, en réalité, simplement accéléré un processus qui se serait inéluctablement produit, les règlements territoriaux de l'après indépendance, en Amérique du Sud, s'étant tous réglés par les armes (certains subsistent aujourd'hui). À cela s'ajoute la pression britannique, mise en œuvre par l'Argentine et le Brésil, pour instaurer le libéralisme économique. Le Paraguay, enclavé dans les terres, n'a aucune chance à terme. Le déclenchement de la guerre, formellement, par Solano Lopez, répond aussi, chez lui, à une aspiration à la gloire militaire et à une personnalité paranoïaque, cette paranoïa alimentée par les actes d'ingérence de l'Argentine et du Brésil.

Les trois alliés peuvent compter sur le soutien financier de la Banque de Londres, de la Baring Brothers et de la banque Rothschild, la Couronne britannique et les milieux financiers y voyant l'occasion de propager le libre-échange partout sur le continent.
Solano Lopez commet une très grave erreur stratégique en envoyant une armée jusqu'au fleuve Uruguay, une autre en maintenant une attaque contre la marine brésilienne sur le fleuve Parana dont le succès repose probablement sur la surprise, mais qui, retardée, est éventée. 
Pourtant, le rapport des forces n'est pas aussi déséquilibré alors que le nom des belligérants le suggère de nos jours : l'Uruguay est un tout petit pays en conflit depuis 1810, l'Argentine ne compte que deux ou trois millions d'habitants dispersés et déchirés entre unitaristes de Mitre et fédéralistes d'Urquiza, même si ce dernier a connu une courte défaite à Pavón en 1861. 
Le Brésil doit passer par le Rio de la Plata pour remonter le fleuve Parana avant d'atteindre le Paraguay, la voie par le nord étant trop difficile pour d'importants effectifs.
L'hostilité de Solano López s'étend même à l'ambassadeur des États-Unis au Paraguay, Charles Ames Washburn. 
Seule l'arrivée opportune de la canonnière américaine Wasp sauve le diplomate de son arrestation. 
Cependant, López a une bonne relation avec le nouvel ambassadeur américain Martin T. McMahon.
Le Paraguay, avec ses probables 600 à 800 000 habitants, concentrés et homogènes, très patriotes, connaissant le terrain, y perd vraisemblablement entre la moitié et un tiers de sa population, le Brésil décidant de poursuivre les hostilités afin de se saisir de Solano Lopez après la prise d'Asuncion. 
La poursuite prend deux ans et Solano Lopez est abattu, même si une grande partie de la population ne cesse pas de participer au combat. 
Les Alliés, surtout le Brésil, occupent le pays jusqu'en 1876. 
La stabilité politique s'effondre, le pays reproduisant l'instabilité des autres pays anciennement hispano-américains.
Les intérêts économique anglo-argentins metent le pays en coupe réglée, suivis par la suite par les Brésiliens, les intérêts britanniques participant à ces entreprises (Carlos Casado Hermanos, par exemple, réunit 1 225 000 hectares de forêts à quebracho, le bois de fer riche en tanin, essentiel pour l'industrie argentine, la Industrial Paraguaya, fondée en 1887, revend, de 1950 à 1967 1 300 000 hectares de terres à yerba maté.
Les alliances entre Paraguayens prétendant au pouvoir se font et se défont. 
Ils comprennent en grande partie des membres de l'ancienne Associacion paraguaya fondée en 1864 pour aider les futurs Alliés, mais aussi d'anciens soldats de Solano Lopez dont plusieurs ont déserté et quelques moyens propriétaires terriens qui sont passés au travers des trois régimes politiques précédents. 
Ils finissent par se regrouper en 1887 entre libéraux (juillet, les bleus, à tendance démocratique) et colorados (septembre, Asociacion Nacional Republicana, les rouges, à tendance autoritaire).
Les colorados dominent jusqu'en 1904, puis vient la Révolution libérale, ce parti dominant, réellement jusqu'à la fin de la guerre du Chaco (1935), les deux partis connaissant des luttes internes provoquant la substitution au pouvoir d'une faction ou d'une autre.

### Seconde république du Paraguay (1870-présent)

#### Galerie de cartes 1864-1900

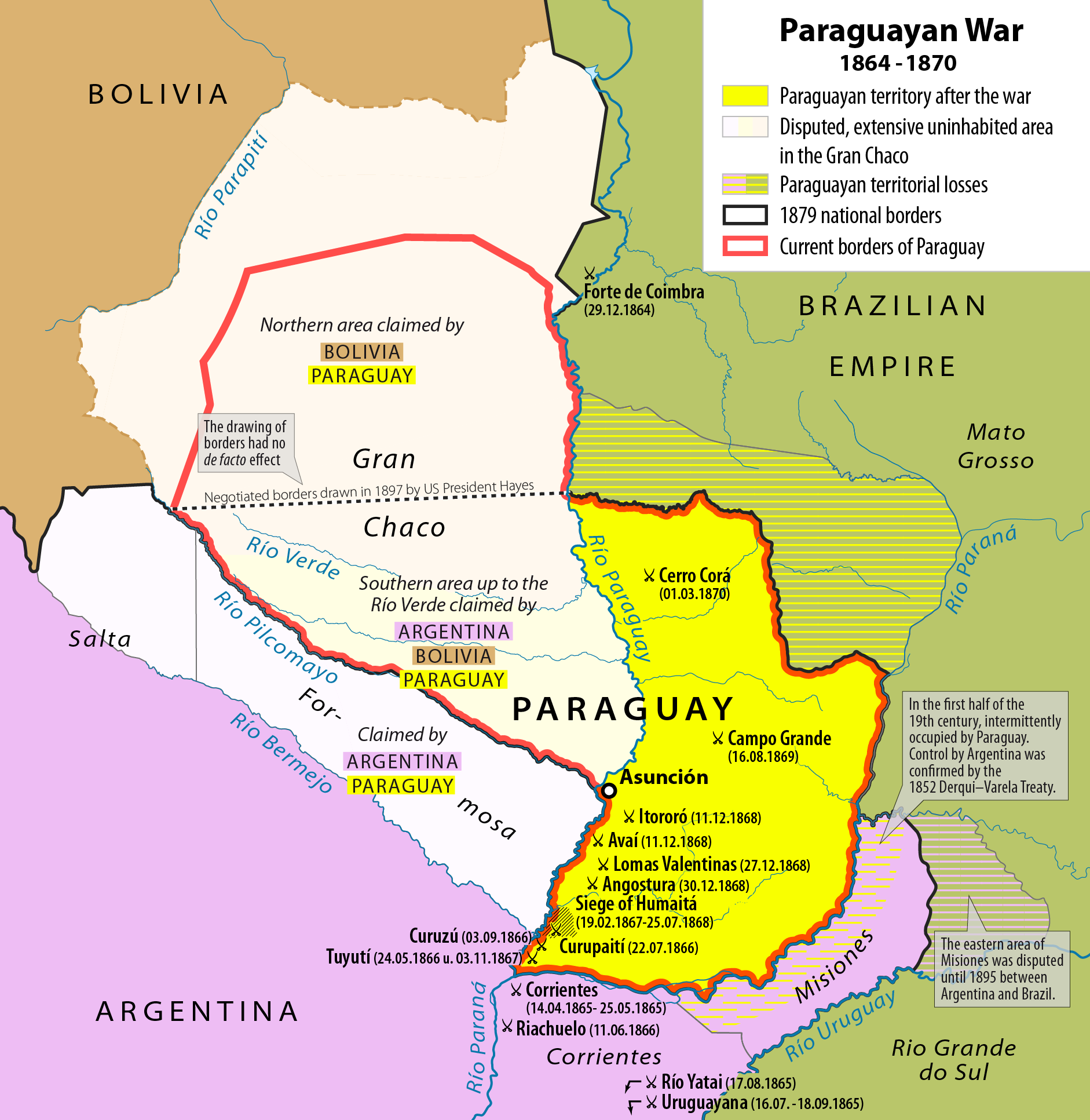
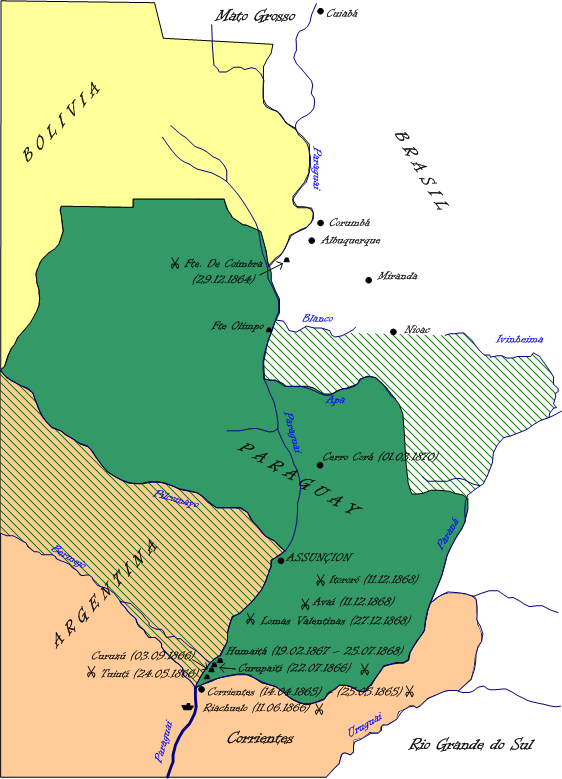
En vert, territoires perdus par le Paraguay
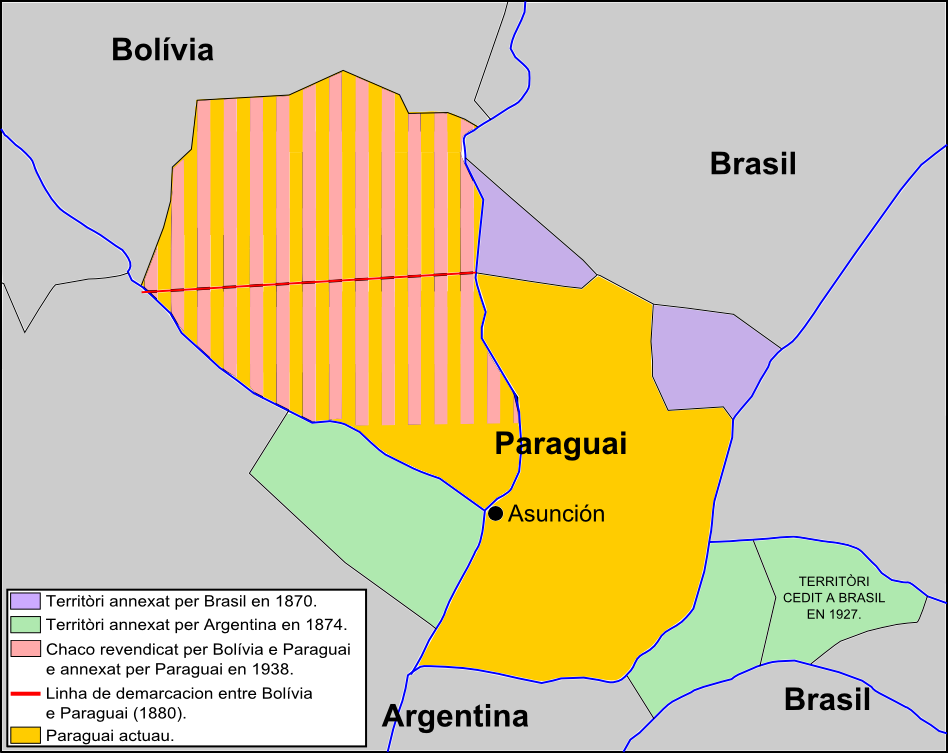

### Guerre du Chaco (1932-1935)
La guerre du Chaco (1932-1935), est la dernière guerre importante d'Amérique du Sud. 
Elle est typique des guerres et conflits entraînés par l'existence de régions vacantes (hormis les Indiens qui, pour les États indépendants, sauf exception, ne comptent pas) héritées de tracés multiples et confus des délimitations entre divisions administratives à l'intérieur de l'ancien Empire espagnol et entre celui-ci et la Couronne portugaise. 
Loin des phantasmes sur les manigances d'une compagnie pétrolière, la Bolivie et le Paraguay avancent lentement leurs pions, sous forme de fortins au milieu de rien, d'abord le long des cours d'eau : Paraguay contrôlé très tôt jusqu'à Bahia Negra (es), et Pilcomayo dont le Paraguay contrôle uniquement le cours proche du confluent avec le fleuve Paraguay.
Ensuite, des fortins sont érigés ici et là dans l'immense région du Chaco dit boréal, jusqu'à ce que des escarmouches se produisent. 
Depuis le milieu du XIXe siècle, par exemple à l'occasion de la révélation du Traité secret de la Triple Alliance de 1865-1866, la Bolivie revendique cette région, dans l'extrême sud de laquelle le Paraguay accomplit des actes de possession (en application du principe juridique de l'Uti possidetis juris, et une sentence arbitrale du président des États-Unis Hayes lui attribue le triangle sud correspondant aujourd'hui au département de Presidente Hayes en 1907). 
Des protestations, des médiations, des traités, des coups de force se succèdent jusqu'à ce que la Bolivie se lance dans des opérations plus vastes. 
Le Paraguay peine à réagir, mais quelques chefs militaires se distinguent, dont le colonel Rafael Franco et surtout, le commandement en chef est confié à José Félix Estigarribia qui, méthodiquement, reconduit les forces boliviennes loin sur des terres que le Paraguay ne lui conteste pas. 
Certains critique sa stratégie de géomètre qu'ils jugent coûteuse et lente, mais la victoire est totale.

#### Galerie de cartes 1932-1935

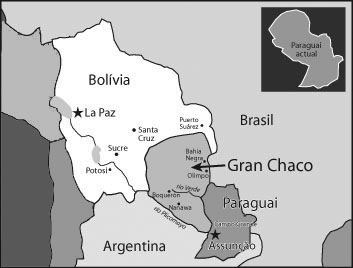
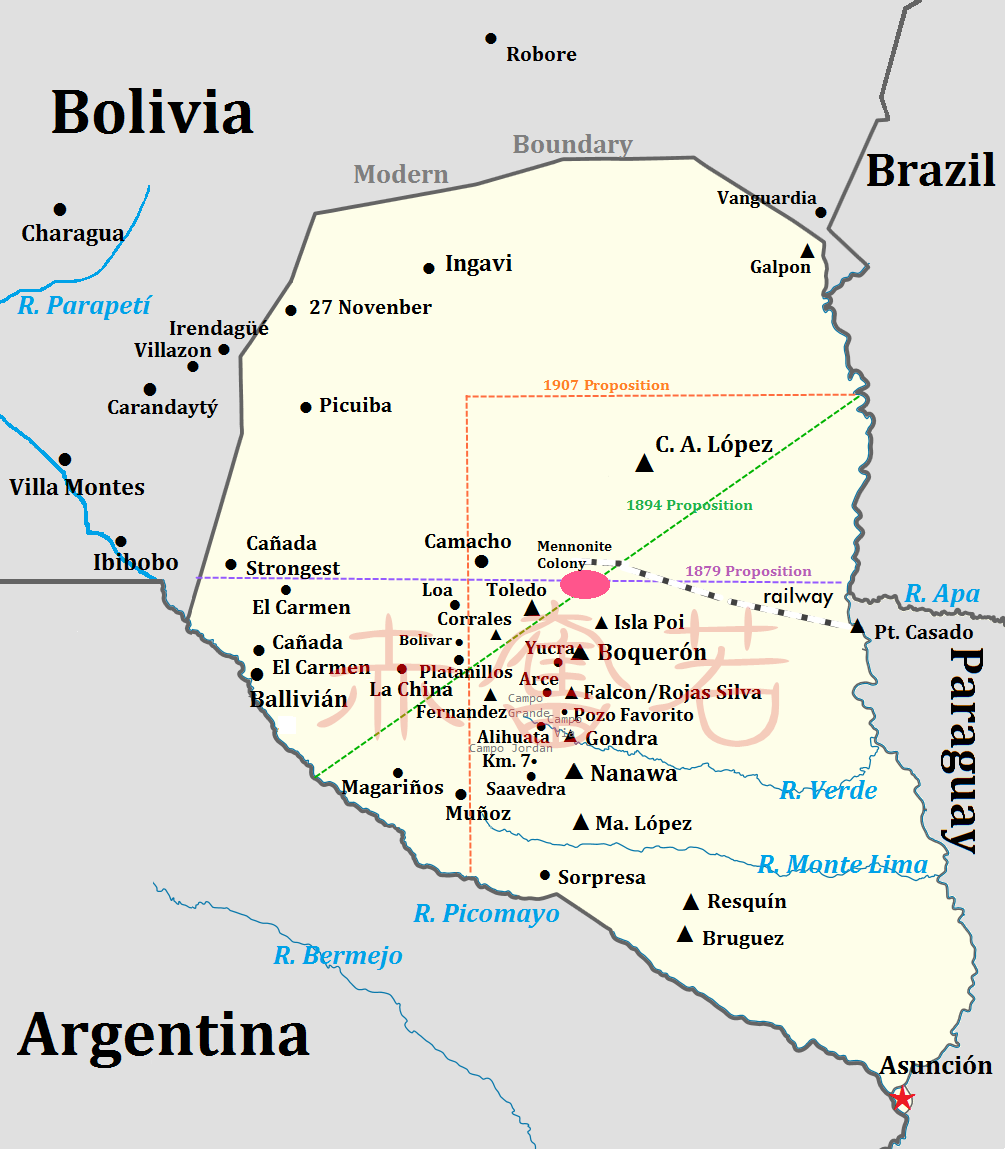
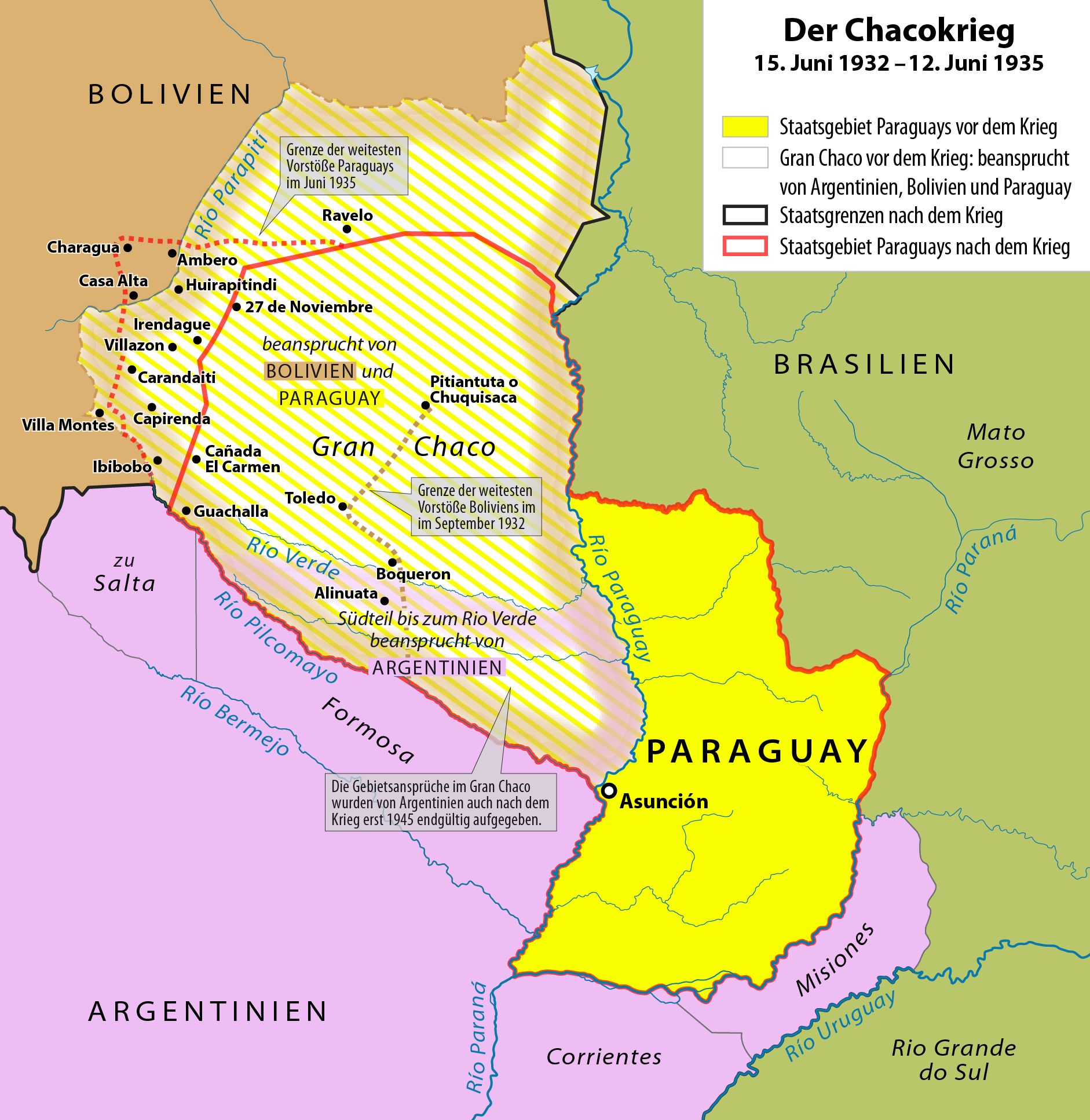

### Instauration de régimes autoritaires (1936-1954)

#### Présidences Eusebio Ayala, Rafael Franco, Félix Paiva (1932-1939)
Estigarribia ne sait pas partager la victoire et un autre chef militaire, le colonel Franco, le surpasse en popularité pour l'audace de ses actions.
Le retour des anciens combattants à Asuncion fait comprendre aux politiciens traditionnels qu'un danger commence à surgir, que tente de canaliser le courant colorado nationaliste vaguement influencé par le fascisme, exprimé par Juan Natalicio González (es) (1897-1966), pendant que le président libéral Eusebio Ayala (1875-1942) se comporte comme s'il avait l'intention de briguer un nouveau mandat, en contradiction avec la Constitution.
Les anciens combattants et les militaires imposent en février 1936 un Gouvernement provisoire à la tête duquel ils placent le colonel Franco qui n'y est guère préparé. 
Conscient des problèmes économiques de la population, peu au fait des courants politiques, il constitue un gouvernement sans parti, dans lequel il invite des personnalités adhérentes aux diverses factions coloradas (du Parti Colorado). 
Les chefs du parti libéral, de fait rejetés dans l'opposition plus ou moins clandestine, s'exilent en nombre en Argentine. 
En fait, c'est au sein du gouvernement que les luttes sont les plus sévères pour s'assurer le soutien de Franco, insuffisamment structuré sur le plan politique pour ne pas être influençable. 
Il s'associe à des textes d'inspiration fasciste (décret no 152 du 10 mars 1936), ou proclamant son attachement à la démocratie en voulant organiser des élections pour former une Assemblée Constituante dans l'esprit de la Constitution de 1870, tout en acceptant le retour d'exil des communistes à condition qu'ils s'abstiennent d'activités politiques, ce qui reste lettre morte, bien entendu : ils renouent avec les dirigeants syndicaux, ce qui entraîne leur arrestation avant un nouvel exil.
Une Union Nationale Révolutionnaire hétéroclite est constituée, dominée cependant idéologiquement par Juan Stefanich (es) (1889-1979), partisan d'une démocratie sans partis, ralliée derrière la Patrie (Declaracion de principios y bases para la constitucion de la Union Nacional Revolucionaria), et explicitée par la Résolution du 13 mai 1936. 
Le gouvernement, d'abord appelé franquista, puis febrérista (de février), a juste le temps de réhabiliter officiellement Francia, Carlos Antonio Lopez et le Maréchal Francisco Solano Lopez, de relever les pensions des anciens combattants qui constituent le principal soutien physique, mais qui correspond à une préoccupation sincère de Franco pour ses compagnons.
Pour la première fois au Paraguay (à l'exception d'un acte de la Junte de 1811), un gouvernement s'aperçoit que des Indiens vivent sur le territoire, et crée le Patronato Nacional de Indigenas pour améliorer leurs conditions en reconnaissance de leur aide dans le Chaco, afin de permettre « la protection contre toute classe d'exploitation, d'abus et d'arbitraire » (Décret du 10 décembre 1936). 
Une réforme agraire est préparée. 
Enfin, c'est aussi le premier gouvernement à vouloir faire respecter les dispositions sociales dans les exploitations de tanin et de yerba maté, ce qui motive l'appui des intérêts étrangers touchés par cette mesure à la contre-révolution d'août 1937.
L'importance de ce gouvernement tient à la rupture qu'il marque avec cinquante ans de manœuvres politiques entre les deux partis traditionnels et leurs factions. 
Il aborde des problèmes sociaux qui ne peuvent plus être oubliés, même si les gouvernements suivants font souvent semblant. 
Il montre la confusion idéologique dans laquelle se trouve la classe politique du fait des échos lointains des luttes européennes, voir mondiales.
La contre-révolution réunit une coalition disparate sous couvert de retour des libéraux. Les colorados, associés de fait du fébrérisme quoiqu'ayant proclamé plus tard, et les politiciens liberales, en fait, ont perdu la main, reprise par les militaires : deux groupes s'affirment : les militaires libérales et ceux qui penchent pour un gouvernement militaire. 
Les hésitations durent jusqu'à ce que les libéraux présentent Estigarribia comme leur candidat, ce qu'ont fait les colorados sans succès. 
La candidature, prétendue d'Union Nationale, est fraîchement accueillie par les étudiants majoritairement fébréristes et qui représentent une force sans rapport avec leur nombre. 
Les colorados finissent par s'y rallier (Manifeste du Parti colorado du 28 mars 1939, publié dans le journal El Tiempo du 31 mars).

#### Présidence Estigarribia (1939-1940)
Le 30 avril 1939, Estigarribia est élu président. Son gouvernement connait une première époque militaire-libérale, puis passe à une dictature de celles que l'on qualifie de dictamolles. 
Son discours d'investiture ne comprend aucune référence directe à la politique de l'un des partis. 
Le gouvernement Estigarribia fait face à de nombreux troubles : agitation dans le monde du travail dont il faut sortir de prison les dirigeants de la Confédération Paraguayenne du Travail le 29 décembre 1939, crise universitaire en janvier 1940, contestation par les colorados de la représentativité du Congrès qui pousse les libéraux à accepter le principe de son autodissolution, demande de levée de l'état de siège, etc.
Le 18 février 1940, Estigarribia décide d'écarter les libéraux, une nouvelle Révolution nationale. 
Des militaires se voient confier des postes clefs (Guerre et Marine, Intérieur), les membres de partis politiques, des liberales (4), et des colorados (2), doivent agir en tant qu'individus.
Estigarribia s'attribue les pleins pouvoirs, la liberté nécessitant l'ordre (selon le penseur du gouvernement, ministre d'État Alejandro Marin Iglesias dans le journal El Diario du 23 février 1940). 
Une réforme constitutionnelle est mise en chantier, court-circuitée par un décret du 10 juillet 1940 porteur d'un projet de Constitution qui sera soumise avec succès à référendum le 4 août suivant. 
Les pouvoirs du président sont renforcés, l'Armée dont il est commandant en chef se voit confier la défense du territoire, mais aussi de la Constitution. 
Un volet économique et social est prévu, désormais obligé, avec comme seule originalité l'accent mis sur la nécessité de construire des infrastructures : on reconnaît là la marque des États-Unis qui se sont rapprochés d'Estigarribia dès 1937. 
Cette bouillie idéologique prend brutalement fin avec la mort d'Estigarribia dans un accident d'avion, le 7 septembre 1940. Il est élevé à la dignité de Maréchal à titre posthume, partageant cette distinction avec Francisco Solano Lopez.

#### Présidence Higinio Morínigo (1940-1948)
Le Paraguay entre alors ouvertement dans les régimes militaires ou dominés par les militaires, ce qui est le cas, de fait, depuis 1936. 
La mort d'Estigarribia surprend tout le monde : les organes constitutionnels ne sont pas encore élus. 
Le choix se fait entre trois ou quatre militaires, dont Higinio Moríñigo (1897-1983), plus connu pour avoir intégré les États-majors fréquentant les champs de bataille, mais intrigant redoutable et parvenu à être nommé Ministre de la Guerre. 
Il est soutenu par la 1re Division de Cavalerie stationnée à Campo Grande, alors à quelques kilomètres d'Asunción, unité dont le soutien peut être indispensable à tout gouvernement au cours des quinze années suivantes.
Moríñigo commence par éliminer les libéraux, puis les colorados, s'appuyant sur l'Armée et les anti-partis. 
Sa déclaration-programme du 24 décembre 1940 n'apporte rien de très original, se prononçant contre la fausse démocratie électoraliste pour un peuple insuffisamment éduqué qui constitue une farce. 
Un point du programme est respecté : des élections ont lieu le 15 février 1943, sans listes électorales, auxquelles les partis ne sont pas autorisés à participer, le seul candidat est Moríñigo lui-même. Le mandat étant désormais de 5 ans, il est élu jusqu'en 1948, mais ne finit pas son mandat. 
Sur le plan idéologique, ses discours reflètent l'influence du colorado fascisant Natalicio Gonzalez, comme au Brésil et dans quelques autres pays d'Amérique du Sud.
La fin de la Seconde Guerre mondiale sonne le glas des militaires qui s'étaient montrés trop favorables aux pays vaincus. La redémocratisation de la vie politique était réclamée (cuartelazo - soulèvement de caserne - du 9 juin 1946). 
Moríñigo, sentant venir, tente de préparer le terrain pour un Parti Révolutionnaire Travailliste ou Agraire, mais trop tard. 
Il parvient à se maintenir à la présidence, ses pouvoirs réels de plus en plus réduits, jusqu'au 3 juin 1948, peu avant l'élection qui aurait dû être sa réélection. 
Dès le 14 juin 1946, un militaire colorado a été nommé à la tête de la 1re Division de Cavalerie : on peut penser à un retour des partis. 
Le pays connaît, pendant quelques mois, un gouvernement tripartite colorado-militaire-fébrériste, qui, de l'avis unanime des témoins, constitue la période la plus libre qu'ait connue le pays jusqu'à la chute de Stroessner sous la pression internationale (1986). 
Mais le 12 janvier 1947, les colorados de l'ancien fascisant Natalicio Gonzalez prennent le pouvoir, déclenchant une guerre civile féroce du 8 mars au 17 août de cette année-là.

#### Présidence Federico Chaves (1949-1954)
Les colorados l'emportant, il s'ensuit une lutte interne violente qui aboutit à une scission entre partisans de Natalicio Gonzalez et les democraticos, vaincus et accusés de communisme. 
Se ressaisissant, ces derniers tentent un coup d'état le 25 octobre 1948, mais sont dispersés et, parmi eux, Alfredo Stroessner. 
Les militaires font cause commune contre le gouvernement de Federico Chaves (1882-1978) qui s'appuie sur des bataillons d'hommes de main armés, ce qui leur déplait souverainement. 
Cette fois-ci, un coup d'état l'emporte le 30 janvier 1949. Il faut encore de nombreux soubresauts pour que l'anarchie colorada trouve son terme face au commandant en chef des Armées, le général Alfredo Stroessner, qui prend le pouvoir le 4 janvier 1954, et le conserve trente-cinq ans. 
Pour ce faire, il vide le parti colorado de ses cadres pour placer ses hommes, en fait autant des organisations étudiantes, syndicales, restreind la marge de manœuvre de l'Église jusqu'à ce que l'époque de la Théologie de la Libération ne lui cause quelques soucis, bref, il noyaute toutes les organisations de manière méthodique.

## Dictature d'Alfredo Stroessner (1954-1989)
Dans les années 1930 et 40, la politique paraguayenne est fortement marquée par la guerre du Chaco contre la Bolivie, par la guerre civile du Paraguay, les dictatures militaires, et des périodes de forte instabilité politique. Le général Stroessner (1912-2006) prend le pouvoir en mai 1954. Élu pour achever le mandat inachevé de son prédécesseur, il est réélu sept fois, maintenant l'état de siège en permanence, la Constitution étant suspendue, et avec le soutien de l'armée et du parti Colorado. Durant les 34 années du règne de Stroessner, les droits civiques ont été sérieusement restreints, et les opposants systématiquement poursuivis et emprisonnés, au nom de la lutte contre le communisme et de la sécurité nationale.
Il conserve un fort soutien des États-Unis, du Brésil, alors sous dictature militaire, et du Chili après le coup d’État. Le président Richard Nixon va jusqu'à déclarer que le régime de Stroessner est un « modèle de démocratie viable pour l’Amérique latine ». « Guidé par la main experte du général Stroessner », déclare Gustavo Leigh, l'un des membres de la Junte chilienne derrière Pinochet, en ouverture du troisième congrès de la Confédération anticommunisme latino-américaine en 1977, « le Paraguay a été l'un des premiers en Amérique à dresser des barricades pour se défendre contre le germe communiste, dans une attitude exemplaire pour les peuples américains ». 
Des officiers américains participent à la formation de leurs homologues paraguayens aux techniques de torture. 
La plus célèbre, la pileta, consiste à plonger des opposants dans une baignoire emplie d’excréments, jusqu’aux limites de leurs forces.
Outre le soutien financier reçu des États-Unis, l’État paraguayen, grâce à sa situation géographique, fait de la contrebande l'une de ses principales sources de revenu. 
De l'alcool aux animaux exotiques, en passant par les drogues et les voitures, le volume de la contrebande serait de trois fois supérieur au chiffre officiel des exportations. 
Le régime de Stroessner emploie amplement la corruption pour conserver la fidélité des Forces armées. 
Entre 1954 et 1989, quelque 8 millions d'hectares (soit un tiers des terres agricoles du pays) sont distribués à des proches du pouvoir, principalement des officiers, dont certains ont ainsi pu amasser des fortunes considérables. 
La forte concentration des richesses et des terres fait alors du Paraguay l'un des pays les plus inégalitaires de la planète au cours de cette période
Stroessner commandite autour de trois mille assassinats et 1,8 million de Paraguayens (environ le tiers de la population) choisissent l'exil pour des raisons politiques ou économiques. 
Le régime est également responsable de la sédentarisation forcée et brutale des indigènes Aché à partir de 1967 au moins, sédentarisation accompagnée de meurtres et au cours de laquelle des femmes sont réduites en esclavage et des enfants volés. 
En 2013, les Aché portent plainte contre l’État paraguayen pour crimes contre l’humanité et génocide devant la justice argentine ,.

### Présidence Andrés Rodríguez Pedotti (1989-1993)
Le 3 février 1989, Stroessner est renversé par un coup d'État militaire du général Andrés Rodríguez Pedotti (1923-1997), qui remporte ensuite aisément l’élection présidentielle en mai. 
Son parti, le parti Colorado, remporte la majorité des sièges au Congrès. 
Cependant, l'opposition remporte plusieurs grandes villes, dont Asuncion, aux municipales de 1991. 
Pourtant, derrière une façade démocratique, son régime reste autoritaire. 
Il se trouve impliqué au plus haut niveau dans la contrebande et le trafic de stupéfiants. 
Le Paraguay n'a jamais traduit en justice les principaux responsables des actes de torture et assassinats perpétrés pendant la dictature (seuls quelques policiers et un civil ont été condamnés)

## Période contemporaine, transition démocratique (1993-présent)
Une nouvelle Constitution plus démocratique est adoptée en 1992. 
En mai 1993, le candidat du Parti Colorado, l'homme d'affaires Juan Carlos Wasmosy est le premier président civil du Paraguay depuis 1954. 
Le Congrès est par contre dominé par l'opposition.
En mars 1994, une marche organisée par 20 000 paysans réclamant une réforme agraire converge vers Asunción. 
Le pays connait également cette même année sa première grève générale depuis trente-cinq ans - qui aboutit à des hausses de salaire - et le gouvernement se trouve déstabilisé par une importante affaire de corruption qui entraine la démission du ministre des Finances. 
Le président Wasmosy nomme, sous la pression de Washington, le général Ramon Rozas Rodriguez chef de la lutte anti-drogue : il est assassiné par balles en octobre 1994, peu avant de présenter son rapport sur les activités illicites de hauts responsables des forces armées, du gouverneur de l'Alto Paraná Carlos Barreto Sarubbi, de l'homme d'affaires brésilien Fahd Jamil et de plusieurs agents de la DEA américaine.
En avril 1996, Wasmosy démet de sa fonction de commandant en chef de l'armée de terre le général Lino Oviedo, tenant d'une ligne dure à l'intérieur du Parti colorado et ne cachant plus ses ambitions politiques. 
Avec le soutien d'un grand nombre d'officiers, Oviedo menace le président de lancer ses chars à l'assaut de l'ordre constitutionnel. 
Réfugié dans l'enceinte de l'ambassade américaine, Wasmosy négocie et lui promet de le nommer ministre de la Défense. 
Il revient rapidement sur sa décision devant la pression de manifestation, des États-Unis (qui menacent de suspendre l'aide militaire) et du Mercosur (qui menace d'exclure le Paraguay en cas de retour d'un régime militaire).
En dépit de la chute de la dictature le mouvement paysan continue de faire l'objet d'une répression parfois sanglante avec plus de 130 de ses porte-paroles assassinés depuis 1989.

### Marzo paraguayo: la crise de mars 1999
Lino Oviedo est cependant le candidat du parti Colorado aux élections de 1998, mais la Cour suprême ne l'autorise pas à se présenter et le maintient emprisonné. 
C'est son rival, également du parti Colorado, Raùl Cubas, qui est élu en mai. 
Sa présidence est marquée par le conflit sur le statut d'Oviedo, qui influence la politique du gouvernement de Cubas. 
L'un des premiers actes officiels de Cubas est ainsi de commuer la peine d'Oviedo et de le libérer. 
Ces actes sont déclarés anticonstitutionnels en décembre 1998 par la Cour suprême.
En février 1999, Cubas défie ouvertement la Cour, en refusant le retour d'Oviedo en prison. 
C'est dans ce contexte que le vice-président Luis María Argaña, rival de longue date d'Oviedo, est assassiné le 23 mars 1999, ce qui conduit la Chambre des députés à prononcer l' impeachment de Cubas le 24. 
Le 26 mars, huit étudiants qui manifestent contre le gouvernement sont assassinés : les assassinats assez largement attribués aux partisans d'Oviedo. 
Cette exaction rend alors le vote du Sénat prévu le 29 sur l' impeachment inévitablement défavorable à Raùl Cubas, qui démissionne le 28. 
Le président du Sénat, Luis Ángel González Macchi, adversaire de Cubas, prononce le serment d'investiture présidentielle le même jour, malgré les craintes de coup d'État militaire. 
Cubas fuit au Brésil le 29 et y reçoit l'asile politique. 
Oviedo fuit lui aussi, en Argentine puis au Brésil. 
La demande d'extradition soumise par les autorités paraguayennes est rejetée en décembre 2001.

## XXIesiècle

### Présidence Luis Ángel González Macchi (1999-2003)
Le nouveau président Luis Ángel González Macchi offre des places dans son cabinet ministériel à des sénateurs représentatifs des trois principaux partis politiques pour créer une coalition gouvernementale. Même si le parti libéral se retire du gouvernement en février 2000, le gouvernement Gonzalez Macchi a réussi à trouver un consensus sur plusieurs réformes controversées, y compris les réformes économiques. Le libéral Julio César Franco remporte les élections d'août 2000 pour pourvoir au poste de vice-président. En août 2001, une procédure d'impeachment contre Gonzalez Macchi est examiné par le Congrès, celui-ci étant accusé d'avoir détourné à son profit 16 millions de dollars. Il parvient cependant à se maintenir au pouvoir à la faveur d'une "guerre de clans" à l'intérieur du parti colorado. Très impopulaire, il tente d'apaiser le mécontentement en acceptant de suspendre le processus de privatisations. Il déclare l’état d'urgence en juillet 2002. La répression de manifestations contre son gouvernement fait plusieurs morts et conduit à des centaines d'arrestations.

### Présidence Nicanor Duarte Frutos (2003-2008)
Aux élections générales de 2003, Nicanor Duarte Frutos, candidat du parti Colorado est élu. Dans le domaine économique, le gouvernement de Duarte Frutos amorce une reprise économique du pays. En aout 2004, au moins quatre cents personnes meurent dans l'incendie accidentel d'un centre commercial de la capitale, les propriétaires ayant fait fermer les portes afin d’empêcher les clients de partir sans payer. Au début de 2006, une nouvelle crise politique se produit en raison d'une décision controversée de la Cour suprême, qui autorise Duarte Frutos à exercer la présidence du Parti Colorado. Plus tard, Duarte Frutos tente en vain de modifier la Constitution pour pouvoir se présenter à l'élection présidentielle.

### Présidence Fernando Lugo (2008-2012)
En 2008, l'ancien évêque proche de la Théologie de la libération, Fernando Lugo, est élu. Le parti Colorado perd la présidence de la République après 61 ans à la tête du pays. Cependant, le Parti libéral, majoritaire dans la coalition qui a amené Lugo au pouvoir prend de plus en plus ses distances. La crise politique conduit à la destitution de Lugo le 22 juin 2012. Le vice-président Federico Franco lui succède.

### Présidence Federico Franco (2012-2013)
Les élections générales de 2013 portent de nouveau à la présidence le parti Colorado et son candidat Horacio Cartes. Au cours de sa présidence, l’économie, en grande partie dirigée vers la production de soja, connait une croissance de 4 % en moyenne. La croissance économique ne permet néanmoins pas de faire reculer la pauvreté, qui atteint en 2018 selon les chiffres officiels plus de 26 % de la population. Cette croissance aurait surtout bénéficié aux investisseurs : d'après The New York Times, le Paraguay est « l’un des pays d’Amérique latine où l’écart entre les riches et les pauvres s’est le plus amplifié ces dernières années » ; dans les campagnes, 85 % des terres agricoles appartiennent à 2,6 % des propriétaires. En outre, des populations d’ascendances indigènes ont été expulsées afin de permettre l’implantation d'entreprises de soja.

### Galerie présidentielle depuis 1993

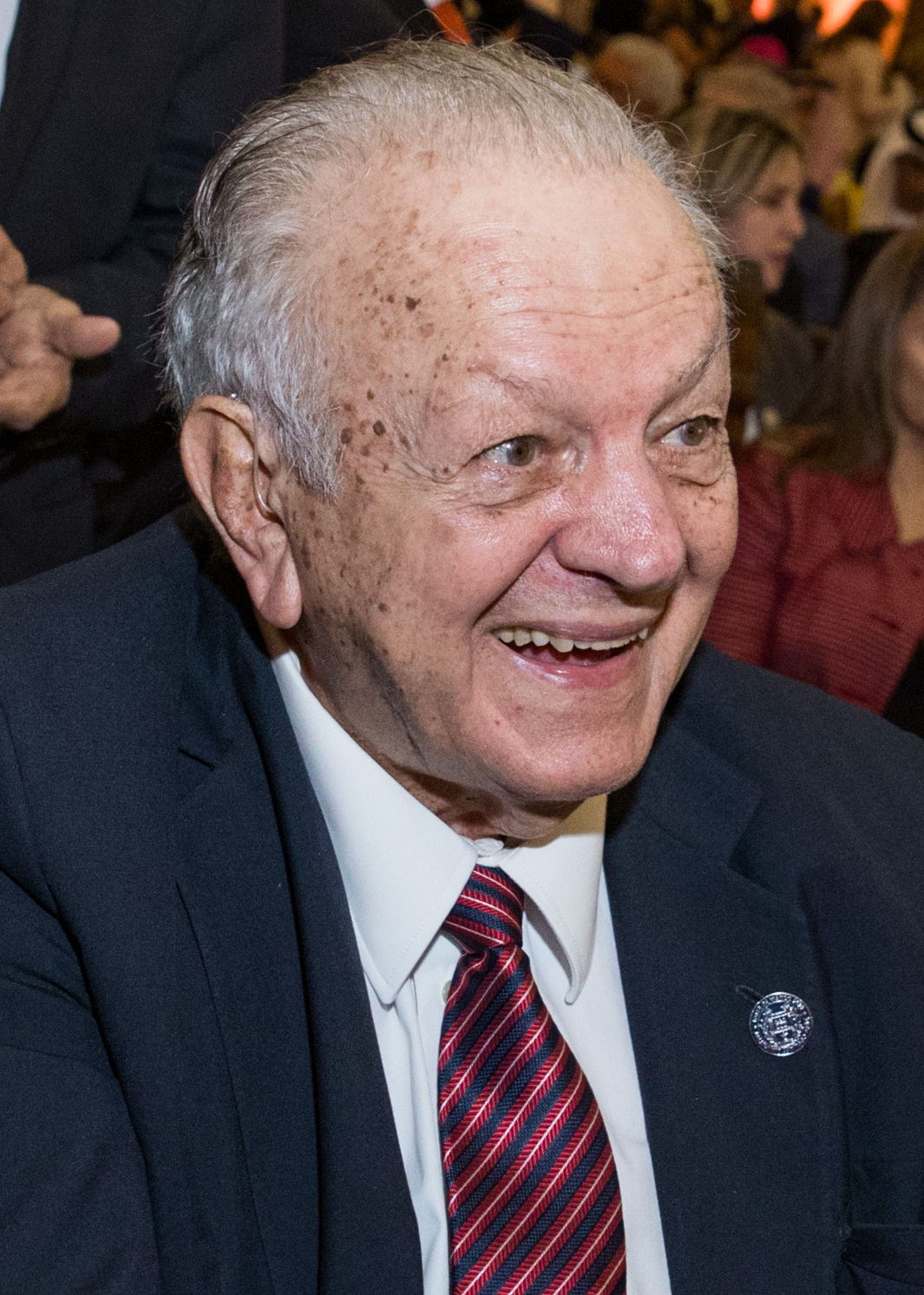
Juan Carlos Wasmosy 1993-1998
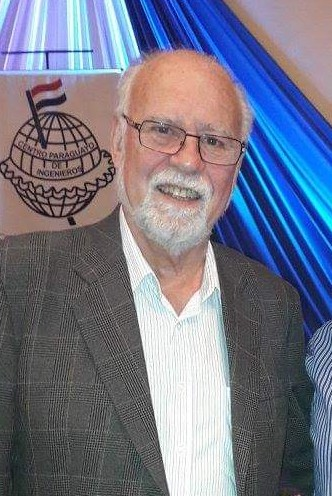
Raúl Cubas Grau 1998-1999
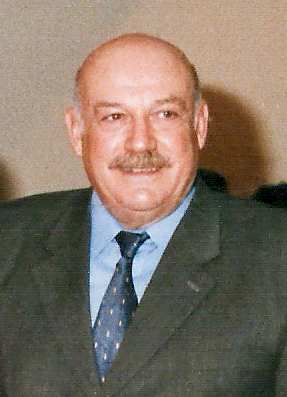
Luis Ángel González Macchi 1999-2003
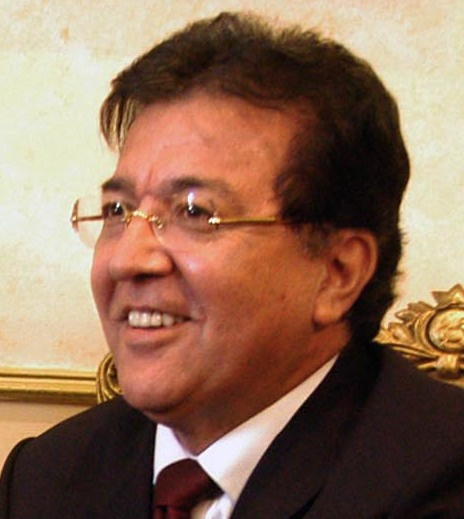
Nicanor Duarte Frutos 2003-2008
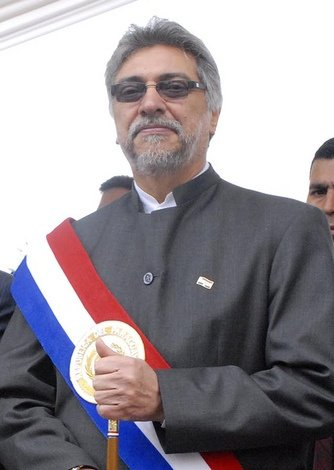
Fernando Lugo 2008-2012
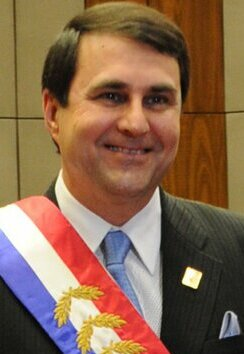
Federico Franco 2012-2013
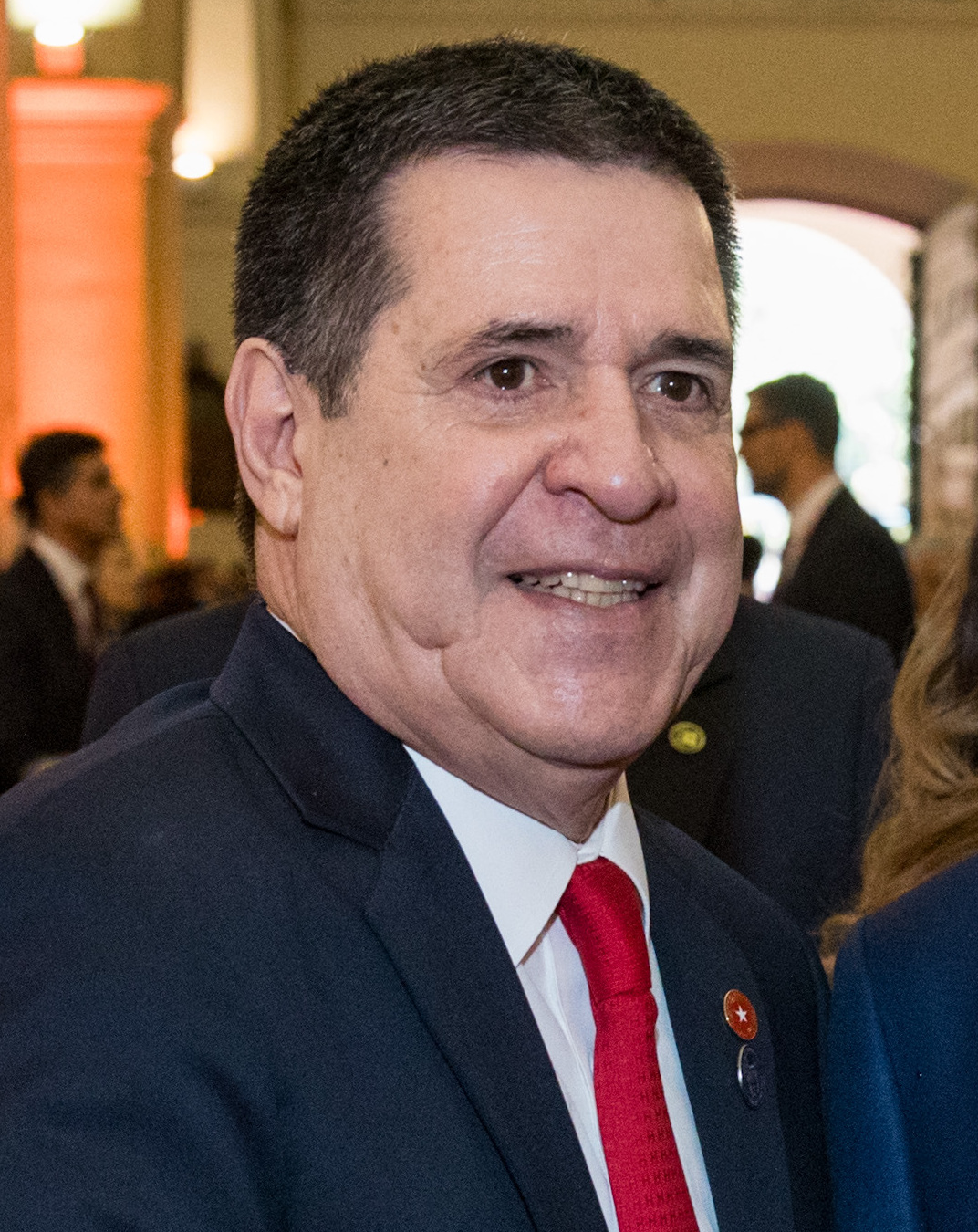
Horacio Cartes 2013-2018
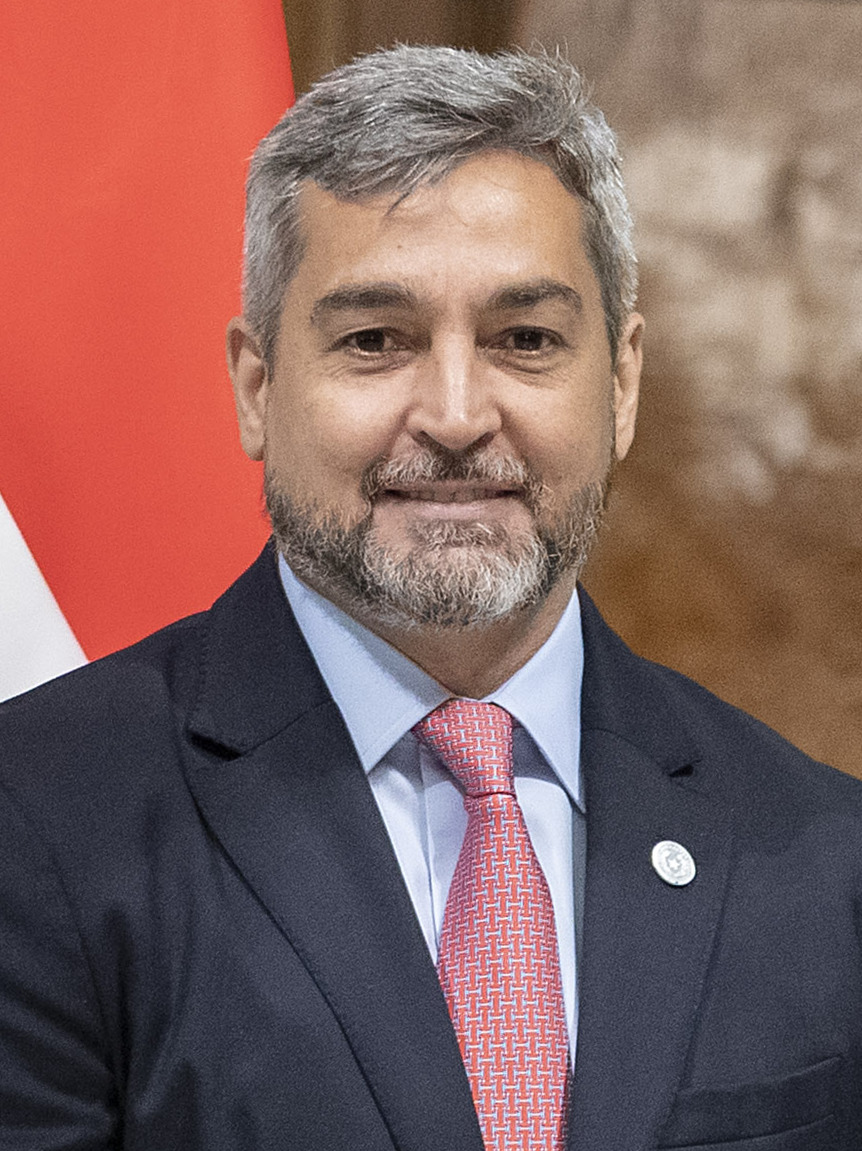
Mario Abdo 2018-2023
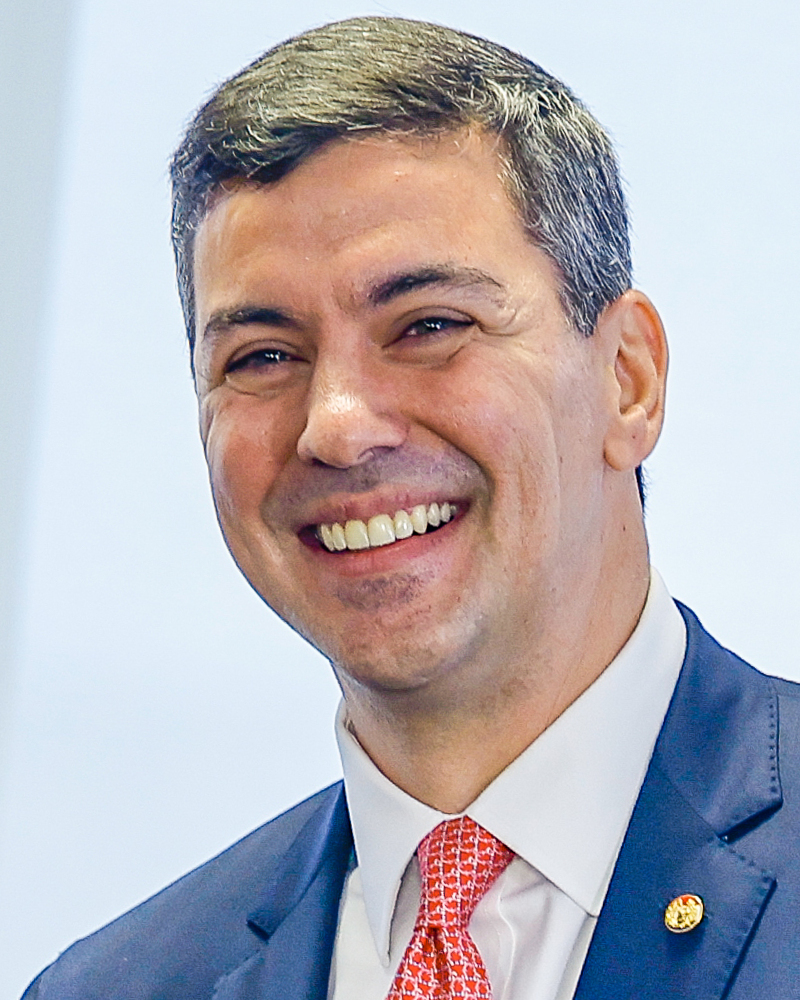
Santiago Peña 2023-présent